# 安倍晋三
安倍晉三（日语：／ Abe Shinzō，1954年9月21日—2022年7月8日）是日本自由民主黨籍政治人物，歷任內閣總理大臣（第90任、第96任、第97任、第98任）、自由民主黨總裁（第21任、第25任）、內閣官房長官（第72任）、自由民主黨幹事長（第41任）等職務。他在自由民主黨派閥中屬於清和政策研究會，並在2021年出任第10任會長。安倍晉三出生在東京都的政治世家，本籍山口縣。祖父安倍寬是眾議院議員，父親安倍晉太郎曾經擔任外務大臣。安倍晉三與外祖父岸信介、外叔祖父佐藤榮作都擔任過內閣總理大臣，被稱為「一家三相」。
1993年開始，安倍晉三在山口縣連續當選十屆眾議院議員。2005年，小泉純一郎任命其為內閣官房長官，並在隔年當選自由民主黨總裁和內閣總理大臣，也是首位第二次世界大戰後出生的內閣總理大臣。在任內其推動與鄰國的外交關係，在年金紀錄問題及參議院選舉敗選後，最終因潰瘍性結腸炎辭職，由福田康夫繼任。2012年，安倍晉三再度當選自由民主黨總裁，領導自由民主黨在同年的眾議院選舉取得執政權，第二次出任內閣總理大臣。他持續領導自由民主黨在多次眾議院和參議院選舉中贏得多數席次，確立「安倍獨大」領導格局，成為日本憲政史上在任時間最長的內閣總理大臣。
安倍晉三屬於保守主義的右派政治家，在任內推動多項內政和外交工作。在經濟上，他推出「安倍經濟學」改革政策，藉由量化寬鬆、經濟刺激與結構改革帶動經濟成長，其後亦推動社會保障政策。在國防外交上，安倍晉三提出「價值觀外交」與「積極和平主義」戰略，強化美日同盟、主導《跨太平洋夥伴全面進步協定》和「自由與繁榮之弧」。面對北韓和中华人民共和国的威脅，安倍晉三增強軍事實力、推動修正《日本國憲法》第九條，並通過《日本和平安全法制》擴大集體自衛權。安倍晉三對於戰爭責任、慰安婦等歷史認識則抱持鷹派觀點，曾經推動《教育基本法》修改。
安倍晉三在其任內積極推動美日同盟、重塑日本在地緣政治角色，影響日本政經結構與意識形態。同时，安倍經濟學雖然部分推動日本經濟復甦，不過成效不如預期，並導致通貨膨脹和物價上漲。同時任內也因國粹主義立場和部分政策主張，及森友學園問題、賞櫻會風波等內閣醜聞，遭到部分人批評與質疑。2020年，疫情衝擊日本經濟，夏季奧林匹克運動會被迫延期，內閣支持率下跌。其後安倍晉三因為潰瘍性結腸炎復發辭去內閣總理大臣，由菅義偉接任。在卸任後，安倍晉三持續擔任眾議院議員，並繼續發揮影響力。2022年7月，安倍晉三在奈良市發表選舉演說時遇刺身亡，終年67歲。

## 早期生活

### 家庭教育

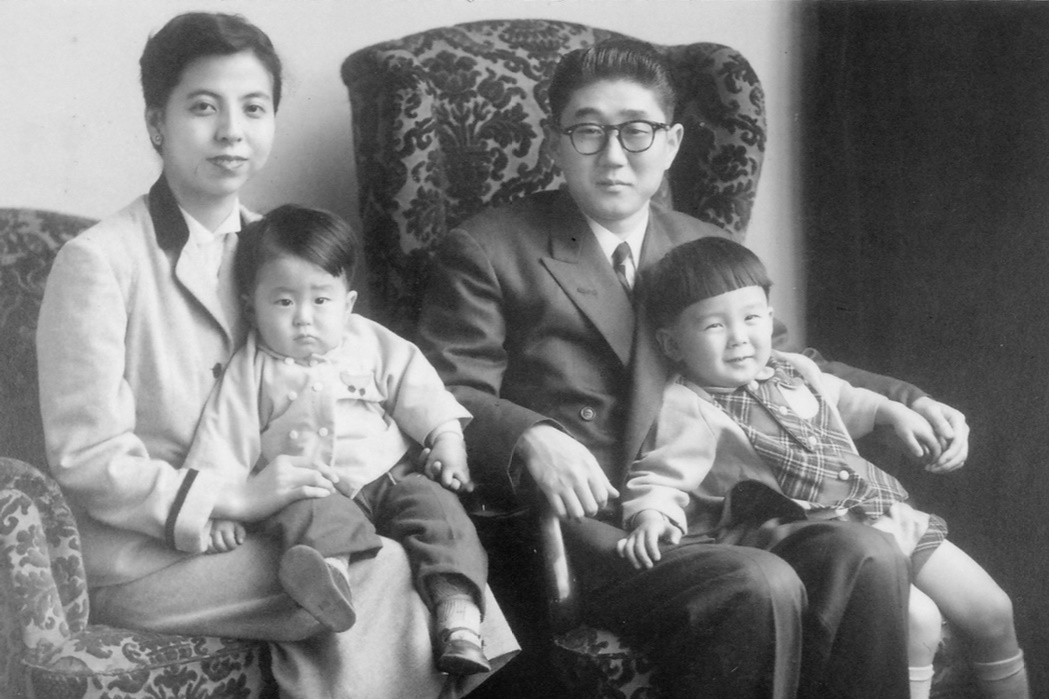
1956年，安倍晉三家庭合照。安倍晉三在母親安倍洋子（左）懷中，右側為父親安倍晉太郎及兄長安倍寬信。

1954年9月21日，安倍晉三在日本東京都的政治世家出生，不過安倍家族本籍在山口縣。其父母均來自戰後日本政治世家，親屬多投身政治。祖父安倍寬是眾議院議員，外祖父岸信介和外叔祖父佐藤榮作曾經擔任內閣總理大臣。父親安倍晉太郎曾經擔任內閣官房長官、外務大臣，母親安倍洋子是岸信介惟一的女兒。安倍晉三出生次序排行老二，上有兄長安倍寬信，下有弟弟岸信夫（本姓「安倍」，過繼給舅舅岸信和而改姓「岸」）。安倍晉太郎為安倍晉三取名「晉三」，是希望其能繼承日本幕末長州藩志士高杉晉作的精神。
由於安倍晉太郎工作繁忙，安倍晉三的童年基本上是跟隨安倍洋子、在岸信介的身邊度過，岸信介亦相當疼愛安倍晉三。1957年，在岸信介擔任內閣總理大臣後，安倍晉三和安倍寬信還是經常前往東京都的內閣總理大臣官邸玩耍。安倍晉三還曾親眼目睹反對《美日安保條約》的示威隊伍圍攻內閣總理大臣官邸的場景。由於安倍洋子的影響，安倍晉三對政治產生興趣、非常崇拜岸信介，受到岸信介的影響也是最大的。由於受到岸信介的影響較深，安倍晉三經常表示自己繼承「岸信介的DNA」，岸信介過去也曾預言其能夠成為政治家。
最初安倍晉太郎並未特別安排安倍晉三成為政治家，而是讓其自由成長；相反地，安倍洋子則積極培育安倍晉三成為政治家。1961年4月，安倍晉三進入東京私立學校成蹊學園系統的成蹊小學。從成蹊小學校開始，安倍晉太郎開始為孩子們聘請家教老師，安倍洋子也曾擔心在沒有升學壓力的成蹊學園學習是否過於輕鬆。不過由於成蹊學園的學風重視博雅教育，安倍晉三有更多時間和精力接觸教科書以外的知識，其經歷也就比很多同年齡者還要豐富。1967年4月，他升入成蹊中學學習，並在1970年4月進入成蹊高等學校。
1973年4月，安倍晉三升入成蹊大學法學部政治學系，主修公共行政學。在大學期間，他改變慵懶作風，參加西洋射箭俱樂部的社團活動，並投入各種學校政治活動。他還喜歡閱讀政治書籍，經常前往書店購買。安倍晉三還進入政治學學者佐藤竺的研究班，但拒絕其部分指導內容。另外，安倍晉三也經常代替安倍晉太郎進行選舉演說。1977年3月，在大學畢業後，安倍晉三希望先經驗社會、而非直接投入政治，因此前往美國進修，就讀語言學校。1978年1月，他進入南加州大學深造。不過在1979年3月，他因故放棄學業，並返回日本。

### 早期工作

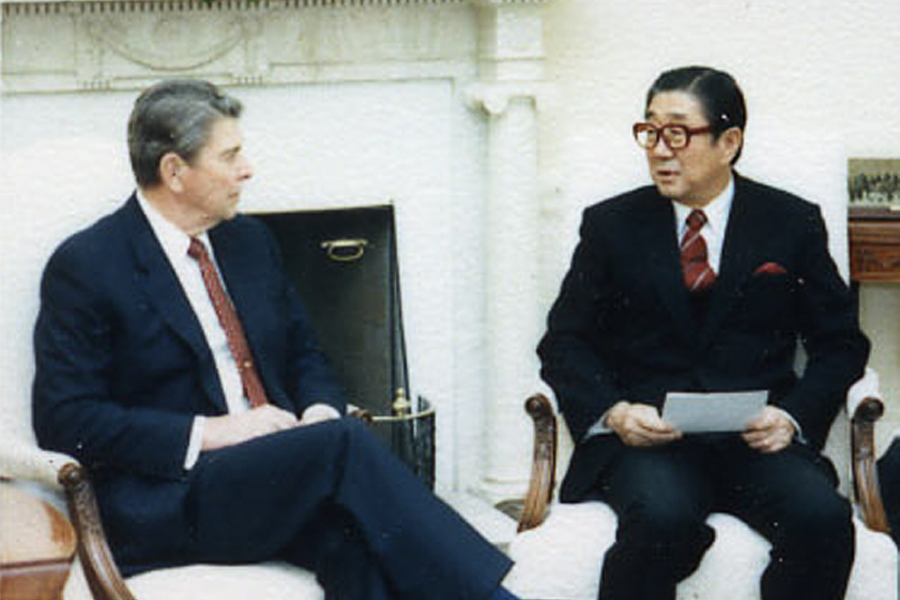
1986年1月10日，美國總統隆納·雷根在橢圓形辦公室與日本外務大臣安倍晉太郎（其父親）會面。

1979年4月，透過安倍晉太郎的安排，安倍晉三進入神戶製鋼所工作。同年5月，他前往神戶製鋼所的紐約事務所報到，並住在曼哈頓。1980年5月，他從神戶製鋼所紐約事務所，轉往在兵庫縣的神戶製鋼所加古川製鐵所工程課工作。1981年2月，他回到神戶製鋼所總公司，在鋼鐵銷售本部鋼鐵出口部冷延鋼板出口課任職。1982年11月27日，安倍晉太郎在第一次中曾根內閣擔任外務大臣，但未安排長子安倍寬信繼承家族政治工作，而是選擇已經接觸政治工作的安倍晉三擔任祕書，並如同其他日本世襲政治家般逐漸參與政治。
12月6日，安倍晉三同意辭去神戶製鋼所職務，跟隨安倍晉太郎進入日本外務省，全職擔任外務大臣秘書官，學習政治運作、累積經驗、承襲人脈。安倍晉太郎總共擔任3年8個月的外務大臣，期間出訪39次，安倍晉三也隨同出訪20次。安倍晉三便曾陪同內閣總理大臣中曾根康弘、安倍晉太郎訪問美國，見識到外交工作的運作，成為其後來的政治資產。安倍晉太郎還在「總晉會」等處拓展安倍晉三的人脈，準備往後的選舉。在擔任安倍晉太郎秘書官後，安倍晉三也以安倍晉太郎後援會的青年部為中心，成立自己的「晉榮同志會」。
1987年10月，安倍晉太郎、竹下登、宮澤喜一競爭內閣總理大臣，中曾根康弘裁定竹下登接任。在中曾根康弘卸任後，內閣總理大臣竹下登任命盟友安倍晉太郎擔任自由民主黨幹事長，安倍晉三成為幹事長秘書。其後爆發戰後最大的政治醜聞「瑞可利事件」，瑞可利控股以未上市股票賄賂政治界人士與行政機關，中曾根康弘、竹下登、宮澤喜一、安倍晉太郎、森喜朗、渡邊美智雄等人遭到牽連。由於未直接涉案，安倍晉三建議安倍晉太郎陳述事實、協助調查。在1988年，安倍晉三開始關注「北韓綁架日本人問題」，並展開調查。
在這期間，由於長期受到岸信介的幫助，前內閣總理大臣福田赳夫一直設法為安倍晉太郎早日成為自由民主黨總裁、內閣總理大臣創造條件。1986年7月，安倍晉太郎正式出任自由民主黨派閥「清和政策研究會」會長職位，並改名為「安倍派」，與竹下登、宮澤喜一並稱「新三領袖」。1987年，山口縣選舉區參議院議員江島淳逝世，安倍晉太郎的秘書、清和政策研究會及自由民主黨山口縣聯合會，均支持安倍晉三參加補選。但由於江島淳的兒子江島潔尋求安倍晉太郎幫助，表示希望繼承父業，安倍晉太郎未安排安倍晉三參選。

## 踏入政壇

### 當選議員
1991年5月16日，安倍晉太郎因為胰臟癌惡化逝世，三塚博繼任清和政策研究會會長，改稱「三塚派」。1993年6月，內閣總理大臣宮澤喜一解散眾議院。同年7月，安倍晉三繼承家族事業，前往安倍晉太郎經營的山口縣第1區，參加第40屆日本眾議院議員總選舉。在山口縣第1區總共4個議席中，安倍晉三由於個人表現和各方支持，以選區得票第一名的成績順利當選眾議院議員，正式進入政治界。考慮到自己熟悉的領域，他決定把外交關係和國家安全視為工作的重點項目。其後他轉為山口縣第4區的眾議院議員，並接連當選。
由於家族背景和信譽，安倍晉三受邀加入清和政策研究會，並因其在自由民主黨和國會的政治手腕，獲得福田赳夫、竹下登等多位派閥大老青睞關照。1994年，羽田孜成立羽田內閣，但因構想差異導致日本社會黨退出聯合政府。安倍晉三等自由民主黨青壯派成立跨黨派小組，推動日本社會黨與自由民主黨聯盟。最後羽田內閣在64天後垮臺，日本社會黨與自由民主黨共組村山富市的自社先連立政權。在1年多後，自由民主黨重新成為執政黨。另外在1994年8月，衛藤晟一擔任自由民主黨社會部會會長，邀請安倍晉三擔任副會長。
1995年8月，小泉純一郎與橋本龍太郎在自由民主黨總裁選舉競爭，安倍晉三支持小泉純一郎，並與清和政策研究會大老森喜朗交好。1996年11月，第二次橋本內閣成立，安倍晉三擔任自由民主黨青年局局長。1997年，安倍晉三、中川昭一等人成立議員聯盟「思考日本前途和歷史教育國會年輕議員會」，要求修改歷史教科書內容。安倍晉三還推動眾議院外務委員會成立「日朝問題委員會」。同年年底，安倍晉三就任自由民主黨國會對策委員會副委員長。1998年，清和政策研究會因為龜井靜香等人分裂，安倍晉三加入森喜朗的「森派」。
1999年10月，內閣總理大臣小淵惠三第二次改造小淵內閣，衛藤晟一向龜井靜香推薦安倍晉三出任社會部會部長。2000年4月，因為小淵惠三突然逝世，森喜朗成為自由民主黨總裁、及第85屆內閣總理大臣。同年7月，森喜朗組成第二次森內閣，中川秀直擔任內閣官房長官。森喜朗和中川秀直決定提拔安倍晉三出任內閣官房副長官。2001年1月，安倍晉三和中川昭一向日本廣播協會施加壓力，要求修改有關女性主義民間組織舉行慰安婦模擬法庭的報導，刪除大部分批評日軍戰爭罪行的內容。

### 接班人選

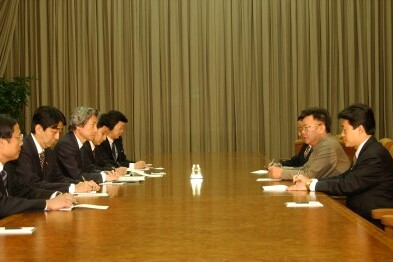
2002年9月17日，內閣官房副長官安倍晉三陪同內閣總理大臣小泉純一郎訪問北韓平壤市，與朝鮮勞動黨總書記金正日舉行首腦會談。

2001年4月26日，小泉純一郎接替森喜朗成為第87屆內閣總理大臣，開啟長達5年多的小泉時代，安倍晉三在第一次小泉內閣留任內閣官房副長官。2002年3月，日本成立以安倍晉三為中心的「關於綁架問題的專案小組」。同年9月，安倍晉三陪同小泉純一郎訪問北韓，參加以日朝首腦會談討論「北韓綁架日本人問題」。安倍晉三強調日本必須對北韓採取強硬政策，對於遭綁票的5名日本人返回日本探親，安倍晉三、中山恭子等人也主張拒絕送回北韓。同年11月，安倍晉三在第二次小泉內閣繼續擔任內閣官房副長官。
其後，日本不認同北韓主張綁架日本人問題已經解決的說法。安倍晉三更主張應對北韓實施經濟制裁、及堅持獨島主權，使其知名度迅速竄升。同時期，東海旅客鐵道社長葛西敬之為首的經濟界人士，成立支持安倍晉三的「四季會」。2003年9月，小泉純一郎計劃讓盟友山崎拓擔任自由民主黨幹事長，不過森喜朗、青木幹雄強烈要求撤換。在此形勢下，小泉純一郎提拔安倍晉三擔任自由民主黨幹事長，掌管黨務、組織、人事、財務等管理，並增強領導權。這項安排讓安倍晉三既能聽取自由民主黨內部元老的意見，也能提供年輕人發展空間。
由於第43屆日本眾議院議員總選舉實施小選舉區改革，自由民主黨派閥在中選區制的地盤遭到分割，小泉純一郎更直接操控選舉、加強對議員的控制。2003年12月，自由民主黨成立「黨改革驗證·推進委員會」，安倍晉三自任委員長。2004年9月，自由民主黨在第20屆日本參議院議員通常選舉失利，安倍晉三辭職。小泉純一郎多次挽留未果，任命安倍晉三擔任代理自由民主黨幹事、兼改革推進部部長，繼續留在決策層。2005年10月31日，第三次小泉改造內閣任命安倍晉三擔任內閣官房長官，輿論普遍認為是小泉純一郎推薦安倍晉三繼任的訊號。
其後，小泉純一郎表明在自由民主黨總裁任期結束後不再連任，安倍晉三則在自由民主黨內外擁有極高知名度。同年7月，北韓展開多項飛彈試驗。9月20日，小泉純一郎推舉為接班人的安倍晉三，在自由民主黨總裁選舉取得過半票數，以絕對優勢擊敗麻生太郎和谷垣禎一，當選第21任自由民主黨總裁，也是首位戰後出生的自由民主黨總裁。在自由民主黨總裁選舉期間，安倍晉三最大的競爭對手是福田康夫，但是後者表示不參加選舉，並與森喜朗等人支持安倍晉三。

## 第一任總理

### 延續改革

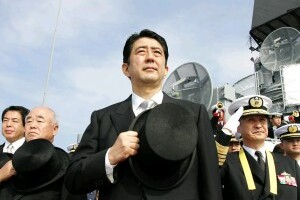
2006年10月29日，安倍晉三在神奈川縣相模灣的鞍馬號護衛艦上，校閱海上自衛隊的海上閱兵。

2006年9月26日，日本國會臨時會在內閣總理大臣指名選舉上，推選安倍晉三擔任第90屆、第57位內閣總理大臣，是自由民主黨歷史上最年輕的內閣總理大臣，也是第一位戰後出生的內閣總理大臣。作為小泉純一郎的接班人，在民眾盼望改革、社會趨向保守的情勢下，安倍晉三提出延續「沒有聖域的結構改革」，推進「小泉時代」的右派改革政策。由於過往沒有經濟或金融領域任職的經驗，安倍晉三的經濟改革政策主要延續小泉純一郎既定的金融計劃。除了在自由民主黨內部組成第一次安倍內閣，資歷較淺的安倍晉三還邀請許多人提供政策意見。
在內政方面，安倍晉三基於其保守主義構想，在3個月內便完成修改《教育基本法》，及「防衛廳」升格為「防衛省」的任務，而相關法案也在國會獲得通過。不過，他還希望改變日本對於集體自衛權的既有解釋，並承認日本可以行使集體自衛權。5月18日，他要求國會通過《日本國憲法改正手續相關法律》，制定有關憲法修正中的公民投票手續規定。他也希望藉由積極發展人力資源、鼓勵技術創新、提倡政策透明、吸引海外投資等手段，促進日本經濟持續發展。同時間，他也許諾將會繼續減少政府的開支。
在外交上，安倍晉三繼承「小泉路線」，重視日本與美國的傳統盟友關係。不過他也希望修復因為參拜靖國神社惡化的中日關係、日韓關係，多次表態願意改善亞洲外交。同年10月，其首次訪問便前往中國與南韓，表明重建亞洲外交和「有主見外交」的意願。其後，日本與鄰近國家在政治、經濟、文化等領域的交流與合作升溫。安倍晉三還倡議構建日本、美國、印度、澳洲的談判機制，提出「價值觀外交」和「自由與繁榮之弧」概念，並加強與中亞和土耳其的合作。不過對於北韓，他則是持續主張實施經濟制裁。
不過第一次安倍內閣甫剛成立，便因為自由民主黨恢復反對郵政民營化的議員黨籍、及民眾反對執政構想，支持率下跌。而在數位存在「政治與金錢」醜聞的政治家加入第一次安倍內閣後，多位內閣成員便因政治獻金等因素而辭職，農林水產大臣松岡利勝更是因此自殺。與此同時，政府在年金紀錄問題處理不當，造成第一次安倍內閣的支持率大幅下滑，遭遇嚴重的信任危機。2007年7月3日，首任防衛大臣久間章生因為發表「美國向日本投擲原子彈是無奈之舉」的言論而辭職，改由小池百合子接替職務，成為首位女性防衛大臣。

### 辭去職務

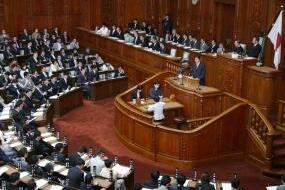
2007年9月10日，內閣總理大臣安倍晉三在國會臨時會發表所信表明演說，但幾天後便宣布辭職。

2007年7月29日，自由民主黨在第21屆日本參議院議員通常選舉中慘敗，民主黨成為參議院第一大政黨。安倍晉三在自由民主黨內部的地位受到挑戰。8月27日，為了提升自由民主黨的凝聚力、及恢復民眾對政府的信任，自由民主黨調整領導高層，改造第一次安倍內閣。但在幾天後，農林水產大臣遠藤武彥、若林正俊、總務大臣增田寬也等內閣成員相繼爆出財務醜聞，同時加上國際局勢，導致安倍內閣面臨新一輪危機；安倍晉三也因為支持率壓力與派系問題，導致宿疾「潰瘍性結腸炎」病情急遽惡化，最終身體無法負荷。
9月10日，第168屆日本國會開議，安倍晉三在臨時會發表所信表明演說。其後在《反恐對策特別措施法》期限問題上，民主黨代表小澤一郎表示民主黨反對延長期限；安倍晉三則表示若國會未通過延長法案，自己便會辭職。9月12日，由於政治現實導致政令無法順利執行、以及個人健康問題，安倍晉三在內閣總理大臣官邸會見記者，正式宣布辭去內閣總理大臣與自由民主黨總裁職位，結束短暫1年的執政時期。在宣布辭去內閣總理大臣後，安倍晉三隨即前往醫院休養身體，但是未辭去國會議員的身份。
對於安倍晉三決定辭去內閣總理大臣，大多數民眾產生「相當不負責任」的印象，甚至批評他是「落跑總理」。在窘境下辭職休養的安倍晉三除了造成他政治聲望低迷外，也造成往後自由民主黨信譽不佳。由於安倍晉三辭職過程倉促突然，自由民主黨也因連續遭遇內部醜聞與敗選壓力陷入混亂，於公眾視野消失已久的福田康夫在自由民主黨總裁選舉成為繼任人選。在獲得志公會以外的八大自由民主黨派閥支持，以及未隸屬特定派系的議員在小泉純一郎表態支持之下，最終由福田康夫在9月26日出任內閣總理大臣。

## 在野時期

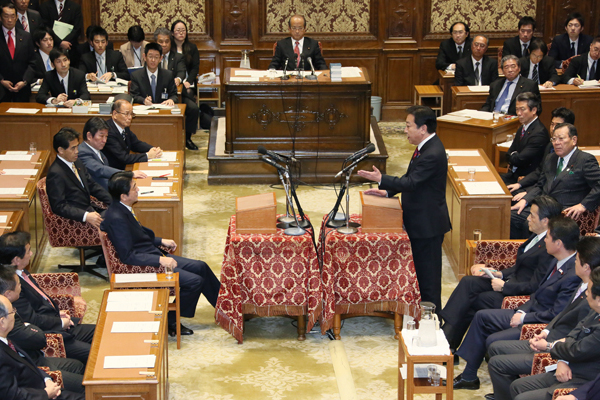
2012年11月14日，自由民主黨總裁安倍晉三與內閣總理大臣野田佳彥進行黨首討論。

在安倍晉三辭去內閣總理大臣後，福田康夫、麻生太郎未能延續小泉純一郎的支持率，並因環球金融危機聲勢直墜。2009年8月30日，自由民主黨在第45屆日本眾議院議員總選舉大敗，改由民主黨執政。期間，安倍晉三藉由藥物控制病情、積極謀劃再起，在2008年3月回到政治界。2009年，他希望參加自由民主黨總裁選舉，但由於遭遇反對，轉為支持其他人。2010年11月，安倍晉三訪問臺灣。2011年，面對東北地方太平洋近海地震，民主黨因為施政失敗造成支持率下跌，谷垣禎一領導的自由民主黨則支持率提升。
2012年9月，谷垣禎一因為自由民主黨派閥勢力放棄連任，安倍晉三、石原伸晃、石破茂、町村信孝、林芳正參加自由民主黨總裁選舉。在總裁選舉期間，安倍晉三經常針對不同事件發表意見，並呼籲參加辯論。其後，由於石破茂在第一輪投票中未能取得過半票數，與票數排名第二名的安倍晉三進入第二輪投票。9月26日，在自由民主黨派閥勢力影響下，安倍晉三當選第25任自由民主黨總裁，為1956年12月自由民主黨總裁選舉以來，首位在第二輪投票逆轉當選的自由民主黨總裁，也是首位退任後再度當選的自由民主黨總裁。
在當時，日本民眾對於民主黨政府的混亂執政表現感到相當不滿，渴望出現嶄新且穩定的政府。其後，安倍晉三率領自由民主黨參與同年年底的第46屆日本眾議院議員總選舉，並被視為是下屆內閣總理大臣的主要人選。在選舉期間，自由民主黨發布競選綱領，強調將會推動量化寬鬆、擺脫通貨緊縮、投資基礎設施等政策，同時還提出修正《日本國憲法》、擴展集體自衛權、擴充國防預算等主張。12月16日，自由民主黨在第46屆日本眾議院議員總選舉取得壓倒性勝利，取得三分之二席次，時隔3年3個月重掌政權。
在第一次安倍內閣結束後，安倍晉三記取首次執政時的經驗，對於當時邀集的內閣成員範圍過於狹隘進行深刻檢討。在重新執政後，安倍晉三除了重視各大自由民主黨派閥之間的平衡，邀請二階俊博、麻生太郎、石破茂等自由民主黨內部大老共享權力、鞏固權力核心，同時也提供小泉進次郎等青壯派政治人物擔任重要職位的機會。由於民主黨在經濟議題的失敗、及首次執政失去輿論支持的經驗，安倍晉三選擇降低有關歷史與憲法議題方面的聲量，並安排第二次安倍內閣首先提出「安倍經濟學」的口號。

## 第二任總理

### 振興經濟

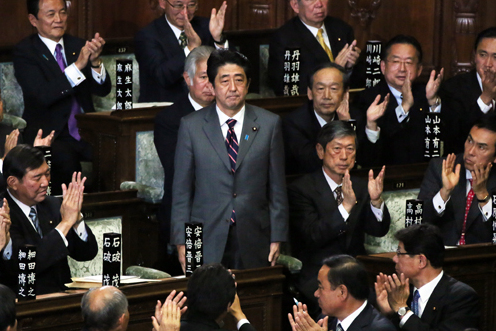
2012年12月26日，日本國會在內閣總理大臣指名選舉中，推選自由民主黨總裁安倍晉三就任第96屆內閣總理大臣。

2012年12月26日，安倍晉三出任第96屆內閣總理大臣，組建第二次安倍內閣。當時日本經濟處於長期衰退、通貨緊縮、日圓升值，面臨東日本大震災的復興和重建，並與中國、南韓、俄羅斯均有領土糾紛。安倍晉三將內閣定位為「危機突破內閣」，首先處理政治、經濟、外交等問題，展開經濟再生、震災復興、危機管理等工作。同時他調整日本在東亞的「新地緣現實」政策，並推出再興戰略來振興經濟、爭取民心。對此，他認為讓日本脫離長期的經濟衰退、通貨緊縮和日圓升值狀態，是其首要的經濟任務。
在經濟方面，安倍晉三主張日圓的量化寬鬆、擴大公共財政、發展民間投資、擴張經濟方案，刺激日本經濟，目標實現3%以上經濟成長率。他提出「安倍經濟學」的「三支箭」，包括大膽積極的貨幣政策、機動靈活的公共財政、促進投資的成長戰略，希望藉由貨幣貶值、注入資金、促進投資，刺激整體生產與出口貿易。這項政策預期能帶動物價上漲，工資與投資隨著企業利潤增加提升，進一步刺激消費成長，形成良性循環。安倍內閣還設立扶持日本文化企業的「酷日本」基金，及恢復介紹退休公務員職缺的「官民人才交流中心」。
在外交方面，安倍內閣提出「戰略外交」和「價值觀外交」戰略，增強亞太地區外交佈局，被稱為「安倍主義」。他主張把傳統的「亞洲-太平洋」戰略擴大為「印度洋-太平洋」戰略，提出「自由與繁榮之弧」構想，並與美國、澳洲、印度組成「四邊安全對話」。他還啟動「俯瞰地球儀的外交」，重建日本的國際地位。2013年7月21日，自由民主黨在第23屆日本參議院議員通常選舉中再次勝選，結束「較勁國會」狀態。同年9月，東京都成功申辦2020年夏季奧林匹克運動會和2020年夏季帕拉林匹克運動會，旅遊業快速成長。
2013年1月16日起，安倍晉三陸續訪問東南亞（越南、泰國、印尼、緬甸、馬來西亞、新加坡、菲律賓、汶萊、柬埔寨、寮國等）、歐洲、美國、拉丁美洲、俄羅斯、蒙古、中東（沙烏地阿拉伯、阿拉伯聯合大公國、土耳其）。訪問主要目標包括爭取能源供給穩定、帶動經濟成長、拉攏相關國家、跳脫美國框架、及彰顯日本影響力來獲得國家安全的保障。至2014年9月，其訪問國家數量已經達到49個，高於小泉純一郎的紀錄。但在這期間，日本與中國在釣魚臺列嶼出現衝突，甚至海上自衛隊遭到中國人民解放軍海軍以射控雷達照射。

### 放寬規定

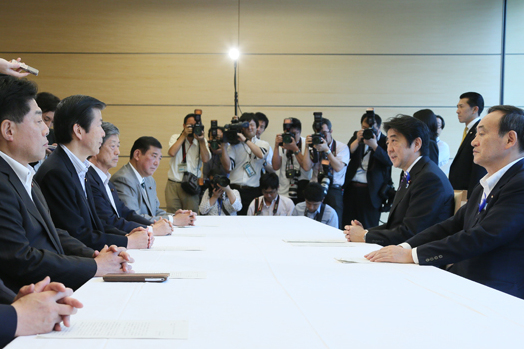
2014年7月1日，為了行使「日本的集體自衛權」，安倍內閣決定重新解釋《日本國憲法》第九條。

安倍晉三重視日本與西方世界、東南亞的關係，推廣自由、民主、法治等普世價值，並以島嶼和海洋領土糾紛為由，提倡建構與中國「一帶一路」抗衡的「自由開放的印度-太平洋」聯盟。同時，他以日本與美國的同盟關係為外交戰略軸心，除了確保日本的國家安全，並回應美國圍堵中國的政策，確保亞太地區及世界的和平與穩定。不過面對中國軍事力量發展的威脅，他也強調日本必須要有防衛自身及周邊國家的軍事實力，才能抗衡中國崛起。為此，他決定設置國家安全保障會議，並通過《特定秘密保護相關法律》。
儘管安倍晉三在短時間內訪問多個東南亞、歐洲、美洲國家，甚至規劃訪問中亞、北韓，但在第一時間並未訪問中國和南韓。2013年12月26日，安倍晉三參拜靖國神社，引發中國與南韓抗議，美國也要求緩解東亞緊張關係。2014年2月，在俄羅斯併吞克里米亞後，安倍晉三依舊出席在索契舉辦的冬季奧林匹克運動會。4月1日，安倍內閣在內閣會議上通過「防衛裝備轉移三原則」，決定放寬武器進口，增強盟友間的國家安全合作關係。為了深化日本與美國的關係，安倍晉三還以國賓規格，款待第二次訪問日本的美國總統巴拉克·歐巴馬。
為了確保日本安全與區域和平，安倍晉三改變自衛隊的「專守防禦」政策，而能行使集體自衛權協防盟友。其中，安倍晉三指示防衛大臣小野寺五典提前修改《防衛計劃大綱》與《中期防衛計劃》，增強自衛隊職能和威攝力量。同年7月，安倍內閣在內閣會議中通過行使「集體自衛權」的新規定，重新針對《日本國憲法》第九條的立場做出解釋。雖然政府提出在數種情況下才能行使集體自衛權，日本民眾對此強烈擔心。安倍晉三還訪問紐西蘭、澳洲和巴布亞紐幾內亞，並與澳洲簽署《日本與澳洲經濟夥伴關係協議》等協議。
同年9月，安倍晉三改造第二次安倍內閣。隨著經濟政策發酵，日圓匯率貶值近25%，出口導向產業大幅獲得利潤。在反對消費稅增稅的意見下，安倍內閣仍依照日本銀行總裁黑田東彥的建議，將消費稅由5%提高至8%。不過增加消費稅對經濟產生嚴重影響，雖然因為民眾恐慌搶購形成消費潮，但不久便出現經濟負成長。10月20日，經濟產業大臣小淵優子被爆料違反《政治資金規正法》，成為安倍晉三回任內閣總理大臣後，首位因為醜聞辭職的大臣。12月14日，自由民主黨在第47屆日本眾議院議員總選舉掌握超過三分之二的席次。

## 第三任總理

### 強化國安

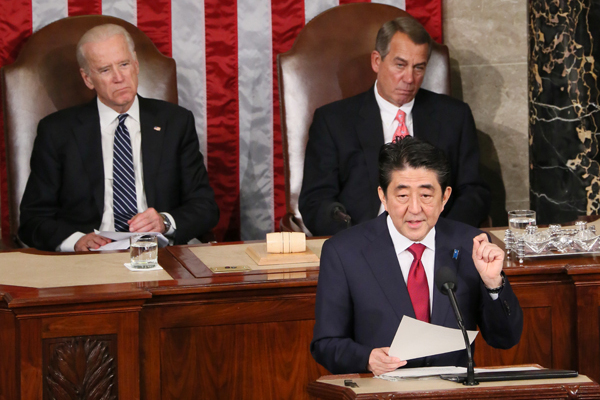
2015年4月29日，安倍晉三訪問美國，並在華盛頓哥倫比亞特區舉行的美國國會聯席會議上發表演說。

2014年12月24日，第三次安倍內閣上臺。安倍晉三持續推行政府改革，設立內閣人事局，掌握行政機關人事管理。其後他掌握內閣政策權與話語權，並由內閣政務官主導決策。這讓施政能夠靈活面對局勢變化、立即反映輿論，成為安倍內閣長期執政的重要背景；但也深刻改變政治生態與政府運作，公務員經常揣度安倍晉三及其親近者的意見，被批評失去中立性。為了避免再度失去政權，自由民主黨轉為鞏固「安倍獨大」的領導格局，自由民主黨派閥間的相互競爭逐漸緩和，並鬆動原先的勢力分配。
面對中日關係惡化與中國崛起壓力，日本將參與《跨太平洋夥伴關係協議》視為重要工作，並付出大量政治資本。安倍晉三積極遊說參議院和眾議院，希望藉此改變貿易保護主義的趨勢，由美國和日本主導整個亞太地區經濟秩序，並制約中國影響力。他還認為《跨太平洋夥伴關係協議》將是貿易成長的關鍵，期待藉由關稅取消或下調，日本能夠擴大出口貿易、低價進口產品，進而推動自身的經濟成長。不過日本農業團體強烈反對加入《跨太平洋夥伴關係協議》，甚至提出「崩潰論」的質疑，因此安倍晉三提出加強競爭力的農業政策。
安倍晉三積極改變日本的外交思维與發展戰略，確保東亞秩序重組時掌握優勢，且不會受制於中國。這與美國巴拉克·歐巴馬政府強調日美同盟主導東亞秩序的觀點相似。隨著美國亞太地區戰略需要日本支持，其政策從「抑制」轉為「扶持」，日本防衛政策亦迎合美國戰略變化。2015年4月，安倍晉三在美國國會公開宣誓將會通過《日本和平安全法制》，同時雙方達成防衛合作方針。8月14日，安倍晉三針對第二次世界大戰結束70週年發表「安倍內閣總理大臣談話」。其後安倍晉三雖然未參拜靖國神社，但以自由民主黨黨總裁身份捐款。
同年9月，在沒有競爭對手下，安倍晉三在自由民主黨總裁選舉自動當選。在美國支持下，自由民主黨在國會通過《日本和平安全法制》，擴大集體自衛權、放寬派遣自衛隊空間。自衛隊因此在法律上能與美國軍隊合作，提升美日同盟關係，並增強在東海與南海的影響力。儘管新法案強調集體自衛權是要保護自己與周邊國家，但遭遇民眾大規模抗議，內閣支持率下跌。期間，安倍晉三因為國會審議狀況放棄訪問中國，且與美國聯盟的外交戰略亦讓中國不滿。

### 社會保障

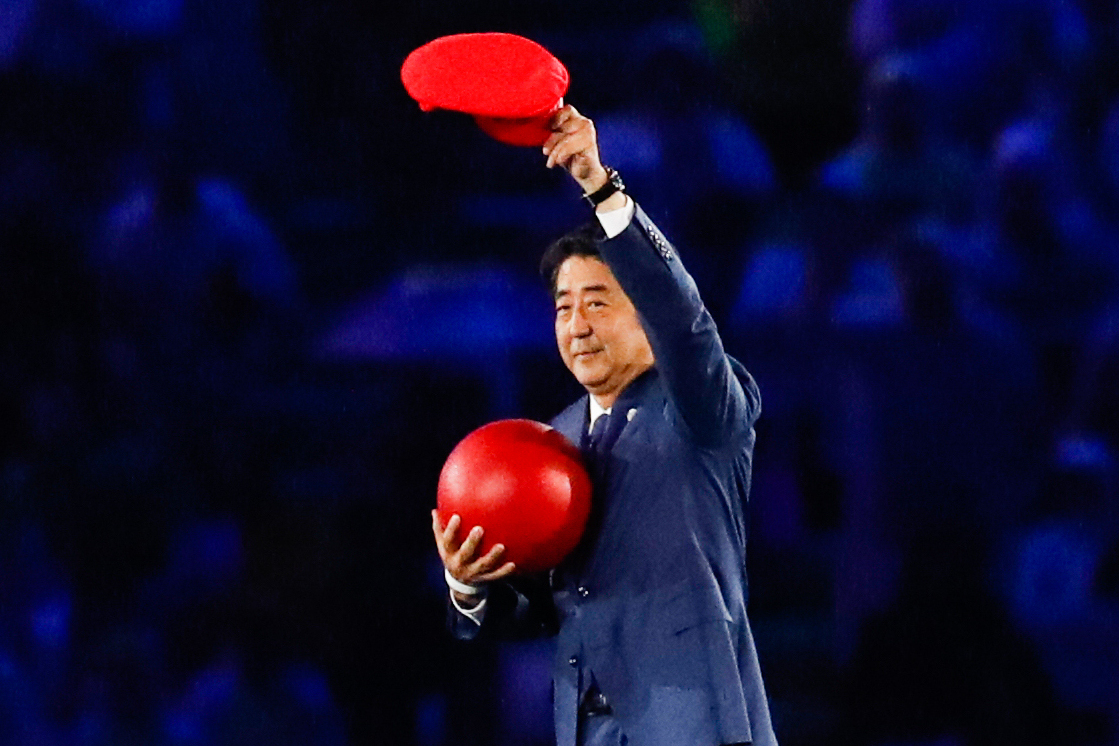
2016年8月21日，安倍晉三以任天堂遊戲角色「瑪利歐」裝扮，出席巴西里約熱內盧的夏季奧林匹克運動會閉幕式。

在安倍經濟學提出後，儘管日本經濟產業復甦、股票市場上漲，但投資、工資、消費及出口貿易仍不斷下滑。日本亦面臨人口高齡化與少子化問題，不利勞動力市場發展。2015年10月，第三次安倍內閣第一次改造完成，留用內閣官房長官菅義偉、副總理兼財務大臣麻生太郎、內閣府特命擔當大臣甘利明等主要內閣成員。安倍內閣重新把政策焦點專注在振興經濟成長與穩固體制，推動第二階段的「安倍經濟學」。同時間，安倍內閣還提出要在50年後維持1億日本人口規模的「一億總活躍」目標，並作為「新三支箭」的政策總綱。
安倍內閣將「安倍經濟學」經濟政策轉為「新三支箭」，強調「孕育強大經濟」、「加強育兒支援」和「強化社會保障」。安倍晉三期待日本經濟從2014年國內生產毛額490兆日圓，到2021年達到600兆日圓。在「一億總活躍」的政策中，安倍內閣特別鼓勵中高年齡族群和女性族群投入職場工作。而面對日本人口不足、高齡化與少子化問題，則同時提出產假與育嬰假、收入補償、家庭補貼和稅收優惠等家庭政策。為了推動企業提升利潤能力、投入國內投資和提高勞工工資，安倍晉三還藉由稅制改革照顧數量眾多的虧損中小型企業。
同年10月，中國國務委員楊潔篪訪問日本並與安倍晉三會面，象徵中日關係改善。同年11月，安倍晉三、中國國務院總理李克強、韓國總統朴槿惠召開中日韓領導人會議，商討安全與貿易問題。日本與南韓還針對慰安婦、朝鮮日治時期徵用工議題達成協定，成立和解與治癒基金會。安倍內閣還推動普天間飛行場遷移邊野古計劃，拒絕向沖繩縣知事翁長雄志為首的「全沖繩」退讓。2016年1月，推動「安倍經濟學」的內閣府特命擔當大臣甘利明因為醜聞辭職，由石原伸晃接任。其後日本銀行實施負利率政策，希望刺激經濟復甦、抑制通貨緊縮。
同年5月，日本舉行第42屆七大工業國組織會議，討論公海自由原則和安全保障。5月27日，美國總統歐巴馬在安倍晉三陪同下訪問廣島市。安倍晉三還同意俄羅斯總統弗拉迪米爾·普丁提議重啟「2+2會談」，並提出八項經濟合作項目。7月10日，自由民主黨聯合公明黨、大阪維新會等在野黨，在第24屆日本參議院議員通常選舉取得憲法修正所需的三分之二席次。而在巴西里約熱內盧的夏季奧林匹克運動會閉幕式上，安倍晉三以任天堂角色「瑪利歐」造型出現，宣傳東京舉辦2020年夏季奧林匹克運動會。

### 弊案醜聞

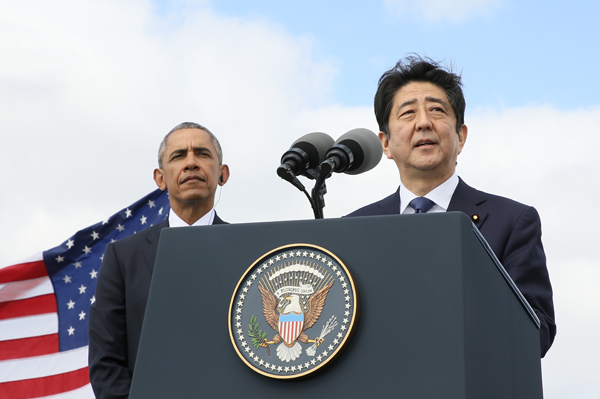
2016年12月27日，在珍珠港事件75週年，安倍晉三在美國總統巴拉克·歐巴馬陪同下訪問夏威夷州檀香山。

2016年8月，安倍晉三進行第三次安倍內閣第二次改造。其後，日本與南韓簽訂《韓日軍事情報保護協定》，並提供巡邏艦給菲律賓。同年12月，安倍晉三出席美國海軍亞利桑那號戰艦紀念館的祭奠儀式。在歐巴馬政府放棄任內批准《跨太平洋夥伴關係協議》後，安倍內閣加速推進協議，並與相關國家加強外交關係。2017年，籠池泰典的學校法人森友學園被質疑是藉由社會特權低價購得國有土地，森友學園問題讓安倍晉三民望下滑，「忖度」登上年度新語、流行語大賞，不過輿論負面效應有限。
同年3月，安倍晉三訪問德國、法國、比利時及義大利。安倍內閣還多次表示希望在《日本國憲法》第九條的基礎上，在《日本國憲法》加入自衛隊，解除相關限制。5月3日，安倍晉三公開提出憲法修正首要要務是在2020年將自衛隊加入條文。不過日本首次派遣自衛隊參與聯合國南蘇丹共和國特派團引發爭議，最終撤回任務，防衞大臣稻田朋美亦辭職。而在北韓展開飛彈試驗後，海上自衛隊首次派遣出雲號護衛艦護航美國艦隊。5月19日，自由民主黨藉由國會多數通過「共謀罪」條文，授權政府逮捕恐怖活動籌備者。
安倍晉三多次與俄羅斯總統普丁會談，試圖解決南千島群島爭議、簽署和平條約與牽制中國崛起。安倍晉三原本期望蔡英文執政後，臺灣將解除福島縣食物禁令，開啟《跨太平洋夥伴關係協議》和自由貿易協定對話，但未有進展。同時在文在寅當選韓國總統後，日本與南韓的關係日益惡化。安倍內閣也未預料唐納·川普在美國總統選舉當選，對日美同盟關係感到擔心。在參與祕魯亞太經濟合作會議峰會途中，安倍晉三短暫與川普非正式會談。其後兩人建立信賴關係，經常共同討論國際情勢。
不過安倍內閣對於美國退出《跨太平洋夥伴關係協議》感到失望，並與川普就國家安全和貿易議題會談。安倍晉三拒絕全面負擔駐日美軍費用，但肯定沙伊拉特打擊行動。而儘管安倍晉三在自由民主黨獨大、並希望展開憲法修正，但仍需穩定政權執政與經濟成長。自由民主黨修改總裁任期制規定，讓安倍晉三能連任至2021年。不過民主黨揭發加計學園集團理事長加計孝太郎疑似利用「國家戰略特別區域」名義免費取得公地，並藉此開設獸醫學院。雖然安倍晉三否認相關指控，加計學園問題仍衝擊支持率。

### 提前選舉

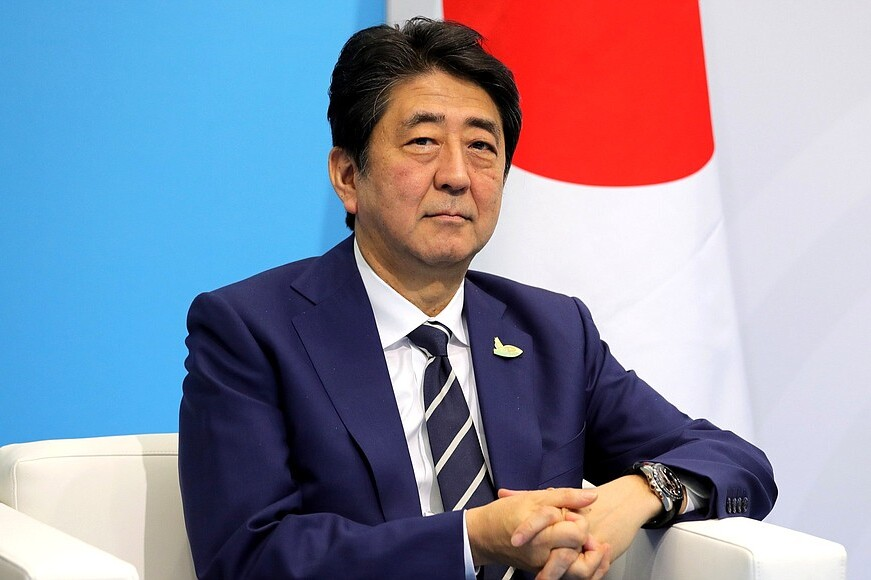
2017年7月6日，安倍晉三出席在德國漢堡舉行的二十國集團峰會，與俄羅斯總統弗拉迪米爾·普丁會面。

由於選前執意通過「共謀罪」法案、涉及森友學園問題與加計學園問題、以及多位自由民主黨成員失言與醜聞，安倍內閣的支持率下跌，自由民主黨更在2017年7月的東京都議會議員選舉大敗。由小池百合子領導的「都民第一會」與公明黨合作贏得東京都議會過半席次，自由民主黨則失去第一大黨地位，並創下最低當選議席數記錄。在東京都議會議員選舉結束後，安倍內閣的支持率仍然持續下跌。到了8月3日，安倍晉三決定第三次改造第三次安倍內閣。其後，北韓再度進行飛彈試驗，並直接飛越日本領空。
同年8月底，英國首相德蕾莎·梅伊第二次訪問日本，同意在英國脫歐後盡速達成合作。日本還與歐洲聯盟訂定《日本與歐盟經濟夥伴關係協定》，並計劃參與中國推動的《區域全面經濟夥伴協定》。其後，安倍內閣的支持率緩慢回升，穩住自由民主黨狀況，民進黨與希望之黨等在野黨則面臨重整。同時間，自由民主黨與在野黨對於調高消費稅後的稅金用途並無共識。同年9月，自由民主黨幹事長二階俊博表示將研究解散眾議院的可能性。9月25日，為了確保憲法修正所需的時間，安倍晉三表明將在臨時國會開議時，解散眾議院改選。
9月28日，安倍晉三宣佈解散眾議院，提前舉行眾議院議員總選舉。這次解散被訂為指定危機管理者的「國難突破解散」，但被批評缺乏「大義」。10月22日，在安倍晉三刻意迴避森友學園問題等質疑，在在野黨整合失敗分裂下，自由民主黨與公明黨的自公連立政權在第48屆日本眾議院議員總選舉贏得三分之二席次，穩定多數優勢維持到2021年。安倍晉三表示選民做出信任政權的決斷，但不支持率仍高於支持率。同年11月，面對北韓危機，安倍晉三採取高規格待遇接待訪問日本的美國總統川普。

## 第四任總理

### 支持急跌

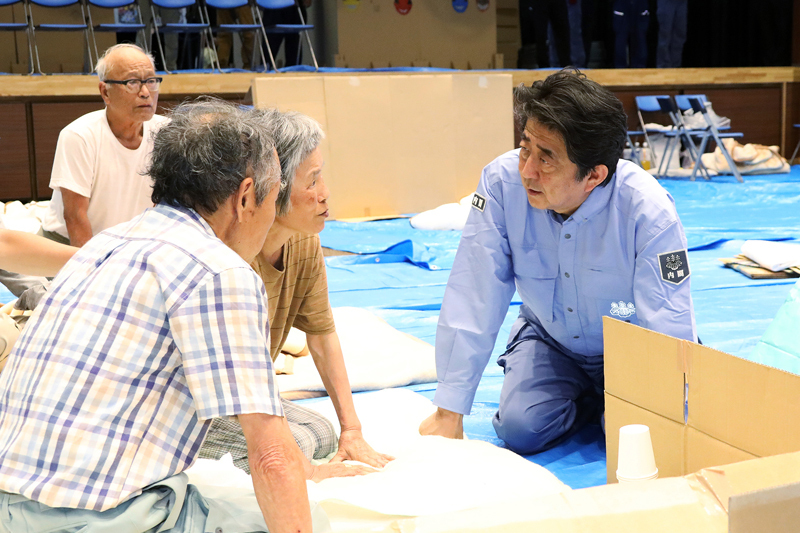
2018年7月13日，安倍晉三在愛媛縣慰問受到西日本豪雨影響而入住避災中心的災民。

安倍晉三獲得清和政策研究會、志公會、志帥會等自由民主黨派閥支持，與麻生太郎、菅義偉長期密切合作，獲得獨大地位。隨著日本經濟在執政期間逐漸穩定，安倍團隊與自由民主黨獲得民眾支持。2017年12月，第四次安倍內閣確認選舉期間提出的「增稅大義」，提撥預算推動教育無償化。在美國退出《跨太平洋夥伴關係協議》後，日本則主導完成《跨太平洋夥伴全面進步協定》。2018年2月，在安倍晉三與自由民主黨支持下，渡具知武豐當選沖繩縣名護市市長，挫敗沖繩縣知事翁長雄志為首的反對基地派。
但儘管自由民主黨與盟友獲得兩院三分之二席次、並希望「配合夏季奧林匹克運動會」修正憲法，安倍晉三仍因為關說問題、偽造文書等事件，顧慮自由民主黨派閥與輿論而未啟動憲法修正。2018年3月，財務省公開的「森友學園問題」報告內容被披露是資料竄改版本，國稅廳長官佐川宣壽辭職。不過安倍內閣堅持是部分事務官自行修改相關文件。森友學園問題讓政治局勢出現變化，各地出現民眾集會。但儘管安倍內閣支持率因此創新低，自由民主黨仍宣稱憲法修正時間表不受影響。
同年4月，防衛省公布先前聲稱「不存在」的自衛隊伊拉克復興支援群檔案《伊拉克日報》，引發在戰鬥區域活動的疑慮。對於北韓在冬季奧林匹克運動會後釋出的善意，及韓國總統文在寅與北韓領導人金正恩舉行高峰會，主導國際制裁路線的安倍晉三認為北韓是在轉移外界目光，但也支持美國總統唐納·川普與金正恩舉行高峰會。同年5月，安倍晉三高規格款待中國國務院總理李克強，並指示內閣成員不要參拜靖國神社。同年7月，西日本因為豪雨出現災情，安倍晉三取消訪問歐洲行程、指示災難應對，不過相關反應仍引發輿論不滿。

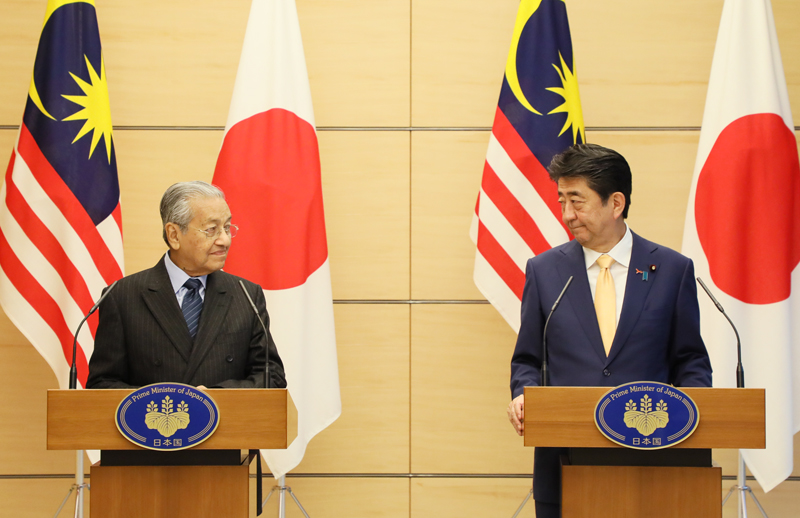
2018年11月6日，安倍晋三与来访的马来西亚首相马哈迪·莫哈末召开联合记者会

9月20日，仍然保有信譽的安倍晉三尋求在自由民主黨總裁選舉連任。儘管岸田文雄、野田聖子等自由民主黨派閥領袖相繼退出，石破茂仍然堅持參加選舉，形成兩強競爭局面。期間，水月會的農林水產大臣齋藤健被要求辭職引發風波，而石破茂亦無法撼動安倍晉三的地位。最終安倍晉三在自由民主黨派閥領袖支持下擊敗石破茂，第三次當選自由民主黨總裁，也是平成時代任期最長的自由民主黨總裁。不過同年9月底，玉城丹尼在沖繩縣知事選舉中當選，安倍晉三未能如預期擊敗「全沖繩」勢力。

### 進入令和

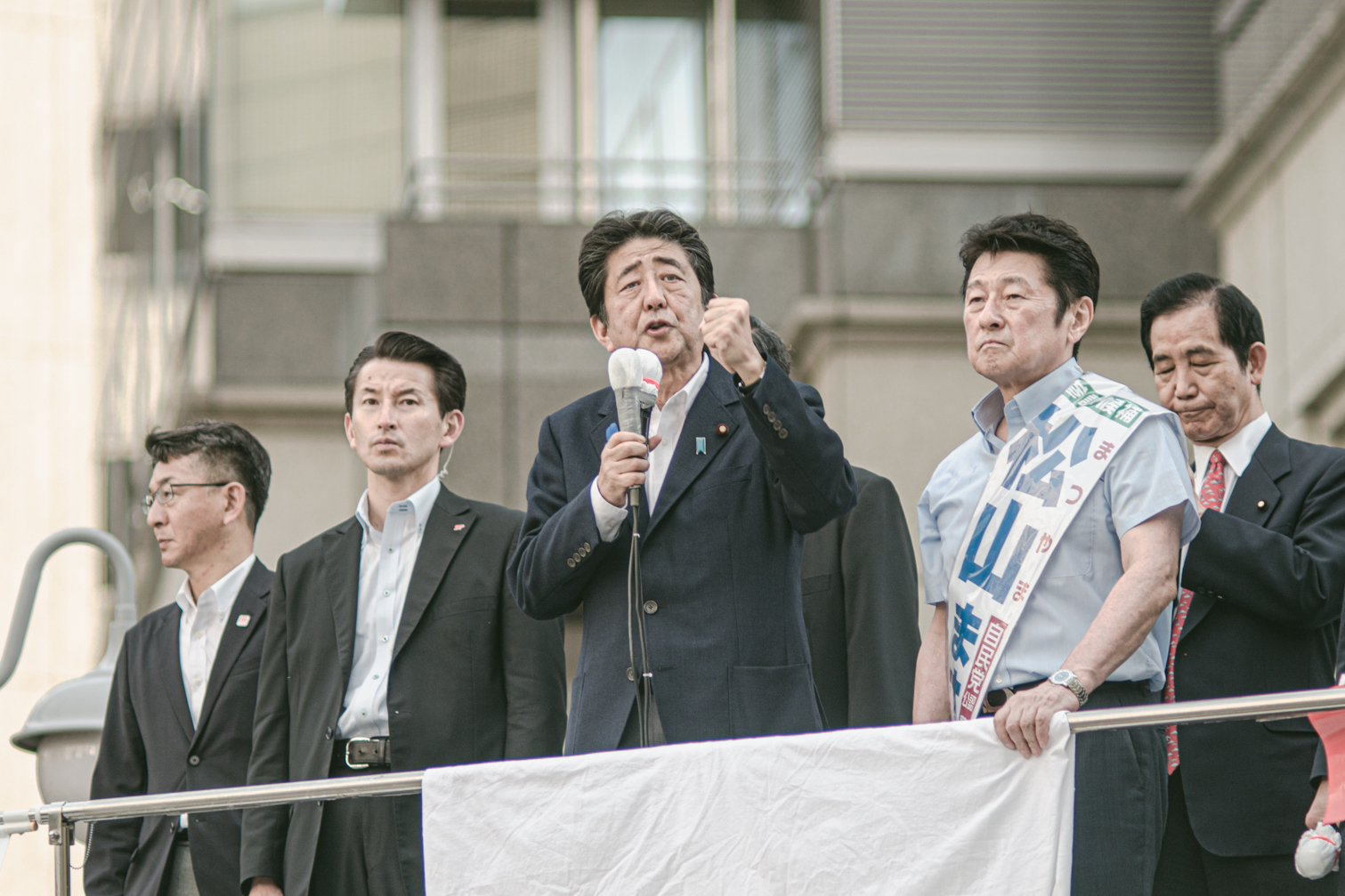
2019年7月11日，在第25屆日本參議院議員通常選舉期間，安倍晉三在福岡市役所前為自由民主黨候選人發表選舉演說。

2018年10月，隨著中日關係升溫，安倍晉三以慶祝《中日和平友好條約》40週年為名訪問中國。不過韓國大法院裁判日本企業必須賠償徵用工的強迫勞動，引發安倍內閣抗議。同年11月，大阪府成功申辦2025年世界博覽會。同年12月，日本海上自衛隊與韓國海軍發生雷達鎖定爭議。2019年4月30日，在天皇明仁表達讓位意願後，安倍晉三主導完成退位工作。同年5月，新天皇德仁即位。安倍晉三成為跨越「平成」與「令和」年號的內閣總理大臣，並表示將持續面對憲法修正、通貨緊縮、人口高齡化等課題。
同時間，安倍晉三以國賓規格款待訪問日本的美國總統川普，邀請觀賞兩國國技館的相撲比賽。他還向憲法修正派重申2020年頒布新憲法的目標。不過在野黨與新聞媒體發現其就任內閣總理大臣後，政府每年4月主辦的「賞櫻會」規模日益擴大、費用暴增。除了邀請對象標準不透明，還被爆料使用公共預算招待選區選民、及在前夜祭宴請樁腳。面對在野黨的強烈抨擊，安倍晉三等人極力撇清違法嫌疑，賞櫻會風波也重挫安倍晉三與自由民主黨的支持率，被告發違反《公職選舉法》與《政治資金規正法》。
由於美國與中國全面貿易戰導致關係惡化，對日本產生挑戰。同年6月，大阪市舉行二十國集團峰會，安倍晉三邀請中國國家主席習近平訪問日本。在香港爆發反對《逃犯條例》修訂草案運動後，安倍內閣未正面批評中國，但強調一國兩制對香港的重要性、及關注新疆人權問題。對於文在寅向北韓釋出善意、及對日本不友善態度，安倍晉三則採取強硬措施。同年7月，日本主張多項戰略物資流入北韓，取消南韓優惠措施、展開全面輸出管制。日韓貿易戰引發南韓社會極大反彈，南韓解散和解與治癒基金會。同時間，安倍內閣還同意重啟商業捕鯨。
7月21日，日本舉行第25屆日本參議院議員通常選舉，聚焦年金改革、憲法修正、增加消費稅、教育無償化、夫婦別姓與同性婚姻。自由民主黨與公明黨取得過半優勢，但是未達到憲法修正門檻。自由民主黨出現解散眾議院、修改黨章等意見，安倍晉三則堅持2020年通過新憲法的時間表。安倍晉三宣稱選民支持憲法修正，希望在野黨共同討論，並拉攏國民民主黨議員支持。同年，南韓宣布終止與日本的《韓日軍事情報保護協定》，而日本、美國、澳洲、印度也首次招開「四邊安全對話」外長會議。

### 疫情辭職

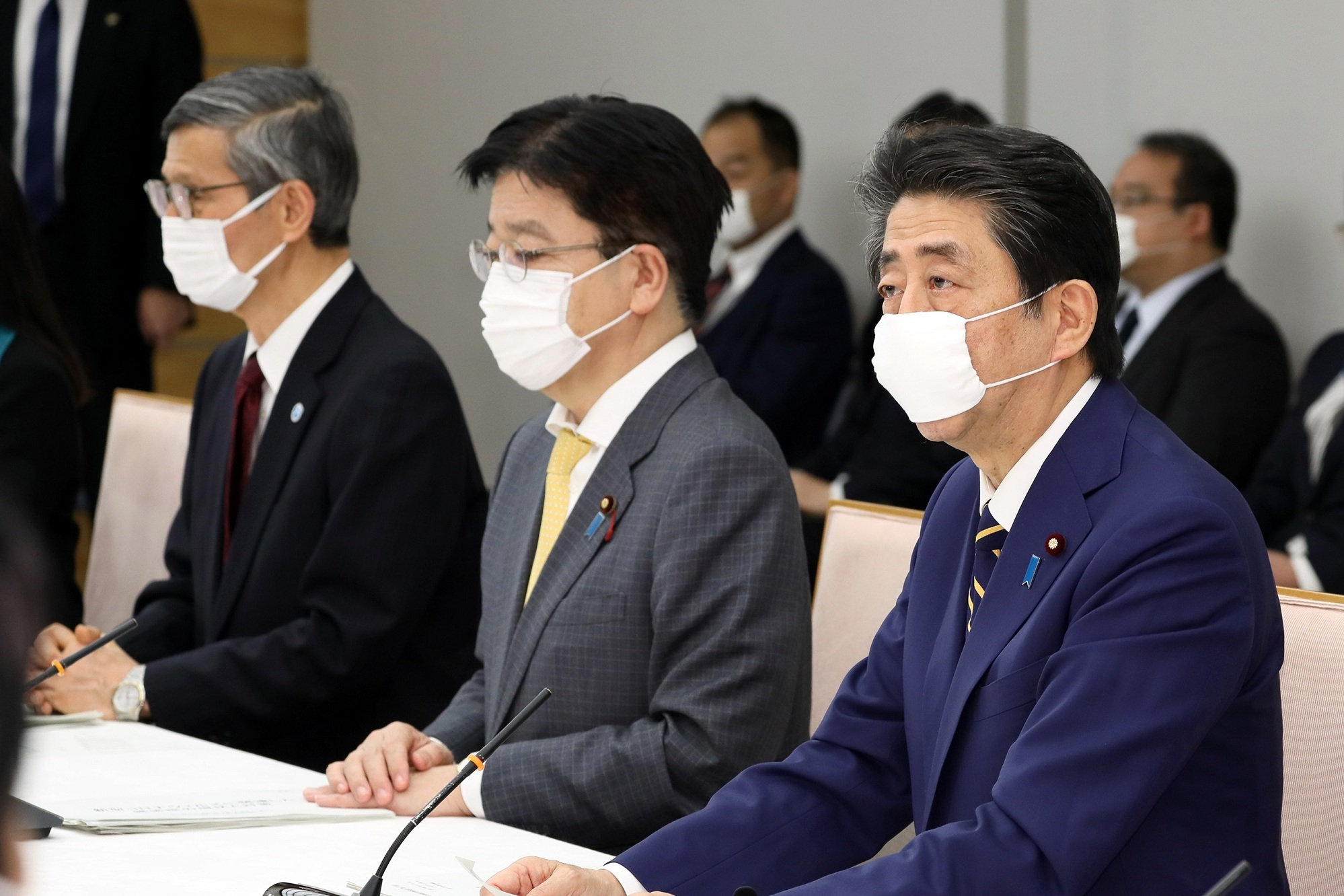
2020年4月7日，安倍晉三、加藤勝信等人出席新型冠狀病毒感染症對策本部，並宣布七個都道府縣進入「緊急事態宣言及預防擴散等重點措施」。

2019年9月11日，安倍晉三展開第二次改造第四次安倍內閣，也是令和首次內閣改組。內閣成員有後安倍時代後繼者、及自由民主黨派閥候補組。原本計劃任命有「安倍繼承人」之稱的岸田文雄擔任自由民主黨幹事長，但因為志帥會反彈，改擔任政務調查會會長。10月1日，消費稅率正式從原本的8%上調至10%，政府提出多項減免稅率措施降低衝擊。同時間，關東地方與東北地方遭遇多個颱風侵襲，出現嚴重災情，輿論對政府反應不滿。10月22日，德仁天皇舉行繼承皇位重要儀式「即位禮正殿之儀」。
2020年1月，中國爆發嚴重特殊傳染性肺炎疫情，並在鑽石公主號後情勢惡化。安倍晉三宣布關閉活動設施、員工遠距工作、全國學校停課、取締囤積哄抬、封閉邊境等應對政策，國會亦通過《新型流行性感冒等對策特別措置法》。同年4月，安倍晉三宣布七個都道府縣進入「緊急狀態」，並且開始配送布口罩。但是日本國政府檢疫工作緩慢，未能壓制疫情感染擴散，且因為各國關閉邊界而影響經濟。隨著大量企業破產與員工失業，安倍內閣決定向所有民眾發放特別定額給付金。
疫情衝擊下，原定習近平訪問日本、德仁訪問中國改善關係的計劃延後，2020年夏季奧林匹克運動會也被迫延期。在中國通過《香港國家安全法》後，安倍晉三批評該項決定，也曾支持臺灣加入世界衛生組織。同時間，前法務大臣河井克行、參議院議員河井案里、眾議院議員秋元司等人因賄賂遭到逮捕或起訴，嚴重打擊自由民主黨。其後安倍內閣介入東京高等檢察廳檢察長黑川弘務延期退休，被質疑是要掩蓋弊案。而提出延長退休年齡的《檢察廳法》修正草案，引發民間強烈抗議，最終放棄審議。

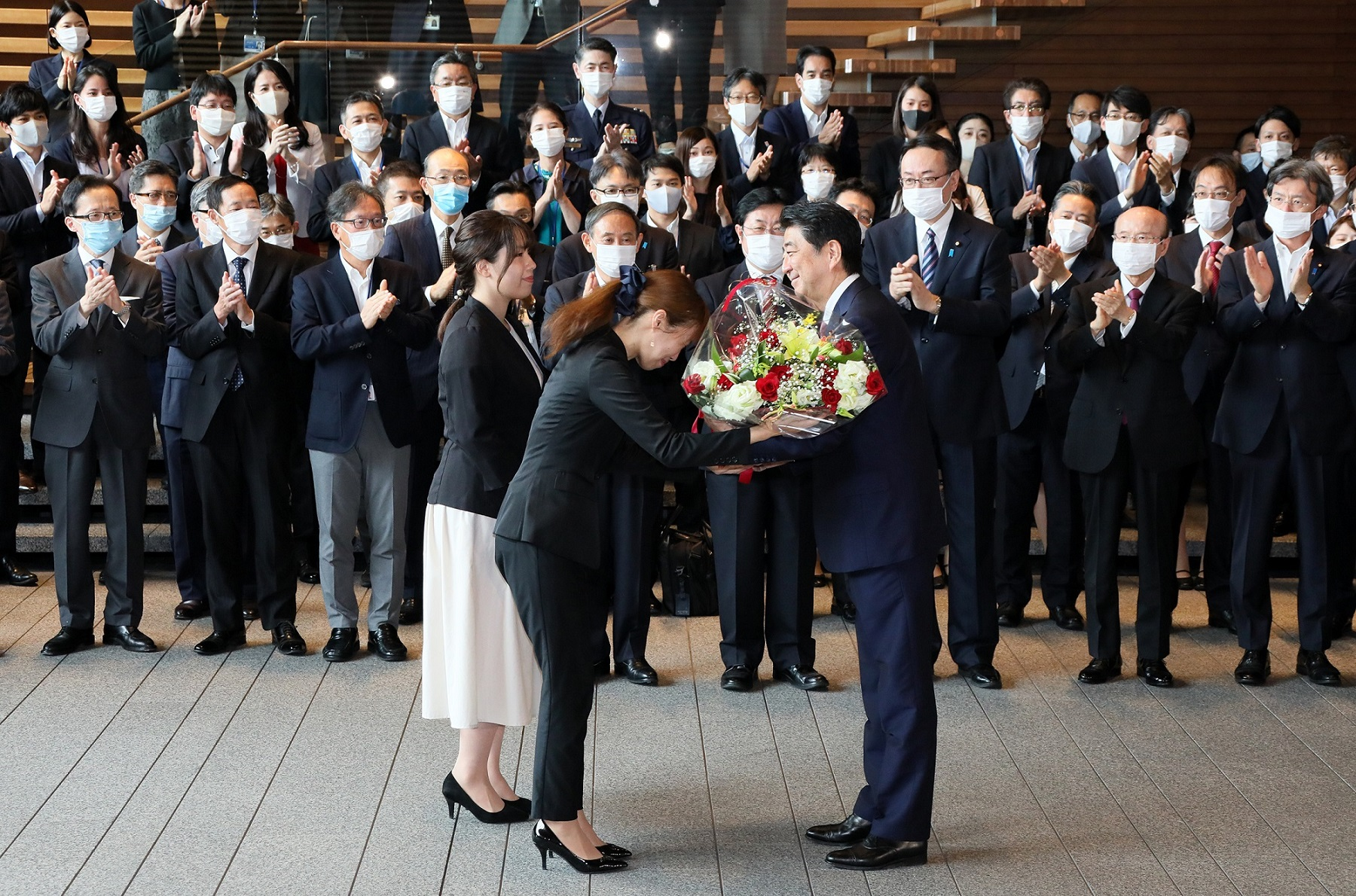
安倍內閣辭職

面對疫情無法有效控制，日本民眾對安倍內閣檢疫措施高度不滿，支持率狂跌。而自疫情爆發後，安倍晉三長期擔任第一線指揮官，許多決策由其和親信決斷，且長達5個月沒有休假。同年6月開始，其宿疾潰瘍性結腸炎因為疫情壓力復發惡化，數次前往慶應義塾大學醫院。8月28日，安倍晉三召開記者會，宣布因為潰瘍性結腸炎復發，將辭去內閣總理大臣，結束安倍內閣多年的執政。但儘管在野黨要求解散國會，安倍晉三仍暫留內閣總理大臣。

## 卸任總理

### 持續活躍

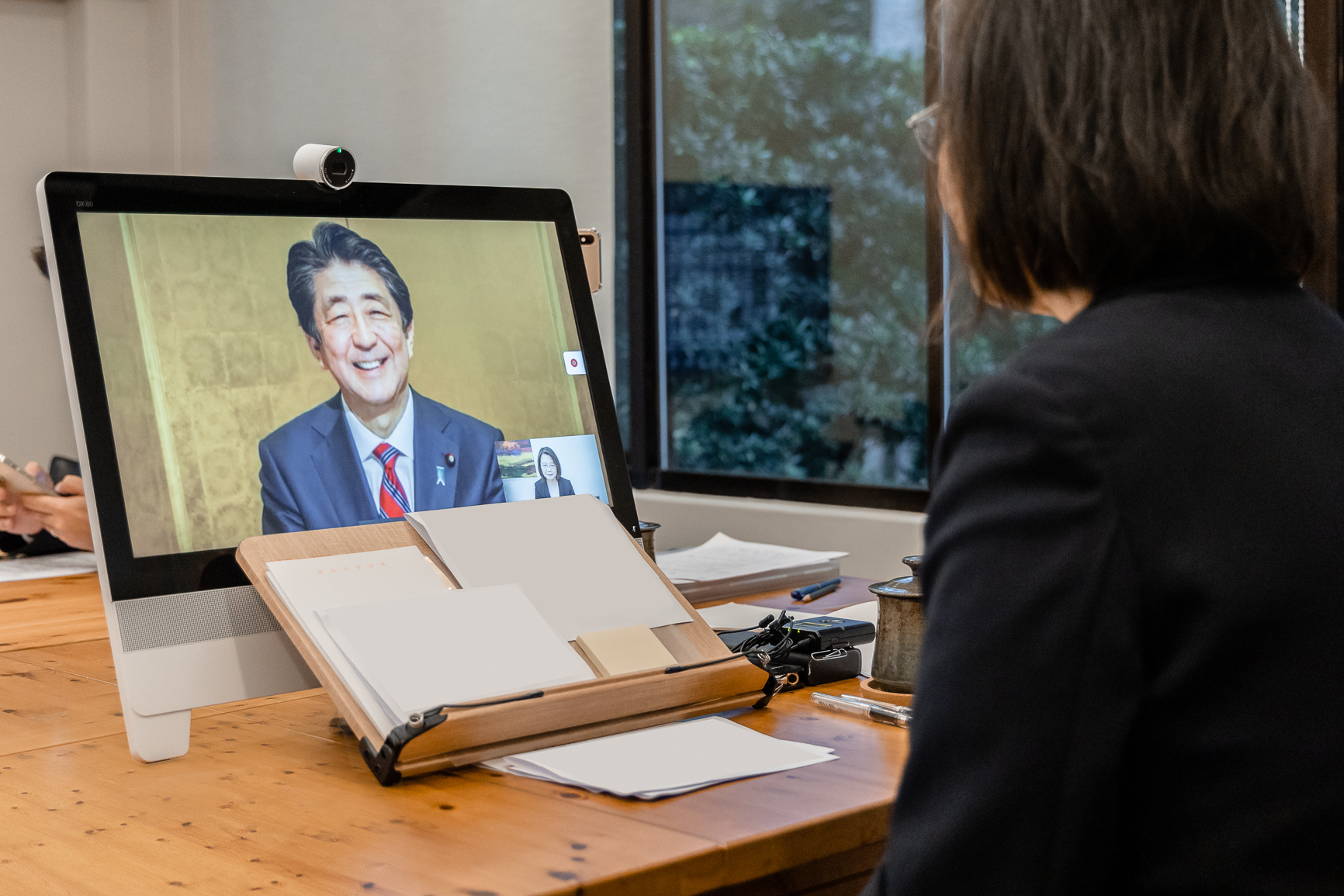
2022年3月22日，日華議員懇談會在日本東京舉辦年度大會，安倍晉三與中華民國總統蔡英文進行視訊通話。

在安倍晉三辭職後，特殊傳染性肺炎疫情、經濟衰退、南千島群島爭議、美國總統選舉、北韓綁架日本人問題、憲法修正、普天間飛行場移設問題、東京夏季奧林匹克運動會舉辦等議題仍未解決。最初自由民主黨各方爭取總裁職務，而安倍晉三欽點菅義偉繼任。9月14日，在自由民主黨派閥支持下，菅義偉在自由民主黨總裁選舉擊敗石破茂與岸田文雄。9月16日，菅義偉成為第99任內閣總理大臣。作為看守內閣，菅義偉內閣繼承安倍內閣的政策方向，強調疫情檢疫、振興經濟、人口高齡化和少子化等內政。
同時間，安倍晉三持續以眾議院議員身分參與政治，在國家政治與自由民主黨內保有影響力。他是自由民主黨內部保守主義陣營的共同盟主，所屬的清和政策研究會也與麻生太郎為首的「志公會」結為盟友。2021年9月，菅義偉宣布放棄連任，退出自由民主黨總裁選舉，引發自由民主黨派閥的角力。雖然安倍晉三推薦高市早苗，強調延續其保守主義路線，但是輿論支持明顯欠缺。最終岸田文雄成為內閣總理大臣，並在10月31日的第49屆日本眾議院議員總選舉奪下過半席次，確保自由民主黨的長期執政。
11月11日，隨著細田博之擔任眾議院議長，安倍晉三繼任「清和政策研究會」會長，改名「安倍派」。由於清和政策研究會是國會席次第一的自由民主黨派閥，岸田文雄仍優先聽取安倍晉三的意見。但隨著通貨膨脹帶來物價壓力，岸田文雄與安倍晉三開始出現摩擦，並在關鍵政策上有所分歧。其中，安倍晉三堅持延續「安倍經濟學」的量化寬鬆與貨幣貶值政策，並壓下自由民主黨內部的批判。同時間，安倍晉三還介入日本銀行總裁的接班人選。不過在安倍晉三溝通下，岸田文雄也能最大程度地協調保守主義的鷹派意見。
安倍晉三是自由民主黨憲法修正、國家安全與戰略議題推動者，主張倍增國防預算，提出飛彈防禦應考慮「對敵基地攻擊能力」、及美國與日本「共有核武器」。他也是日本親臺派重要人物，積極討論臺灣問題、與臺灣政治界建立情誼。他曾支持被中國禁止進口的臺灣鳳梨、協助取得嚴重特殊傳染性肺炎疫苗，並指出「台灣有事」將是日本與美日同盟威脅。

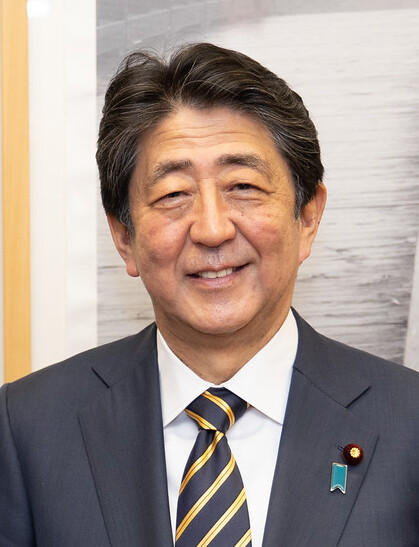
2022年的安倍晉三

在俄羅斯入侵烏克蘭後，安倍晉三雖然並未阻止日本國政府制裁俄羅斯，但在2022年2月27日参加的富士电视台一档访谈节目上，他表示普京曾多次私下和他表露其对美国、北约未遵守“不再东扩”承诺的不满。安倍当时还主張，他表示普京没有对乌克兰领土的野心，還认为是基于防卫俄罗斯、确保安全的角度出发采取的行动。其後，安倍晉三期待第26屆日本參議院議員通常選舉能越過憲法修正門檻，並積極投入自由民主黨各地的選舉造勢。

### 遇刺身亡

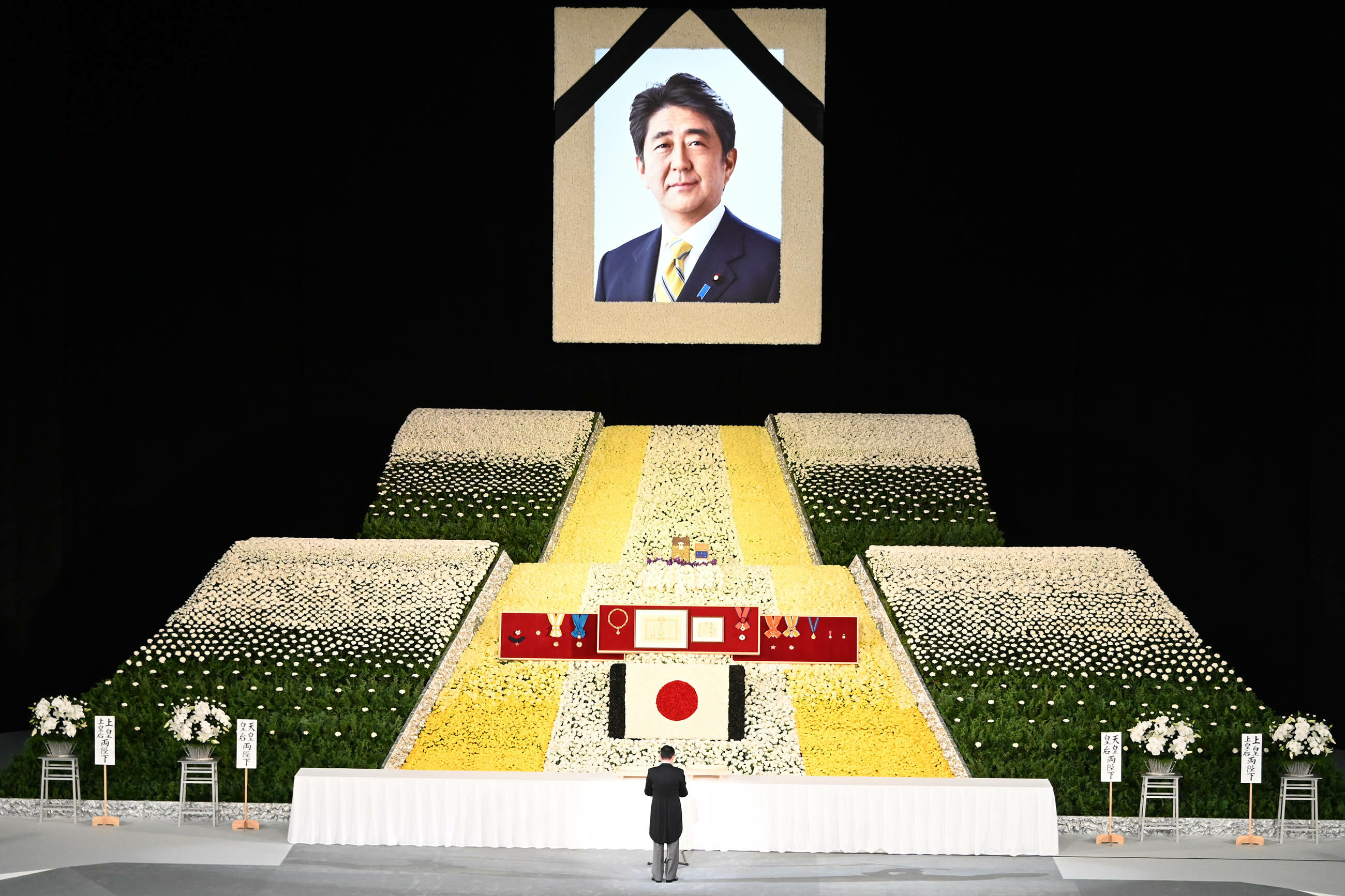
2022年9月27日，內閣總理大臣岸田文雄在安倍晉三的國葬儀式上悼念。

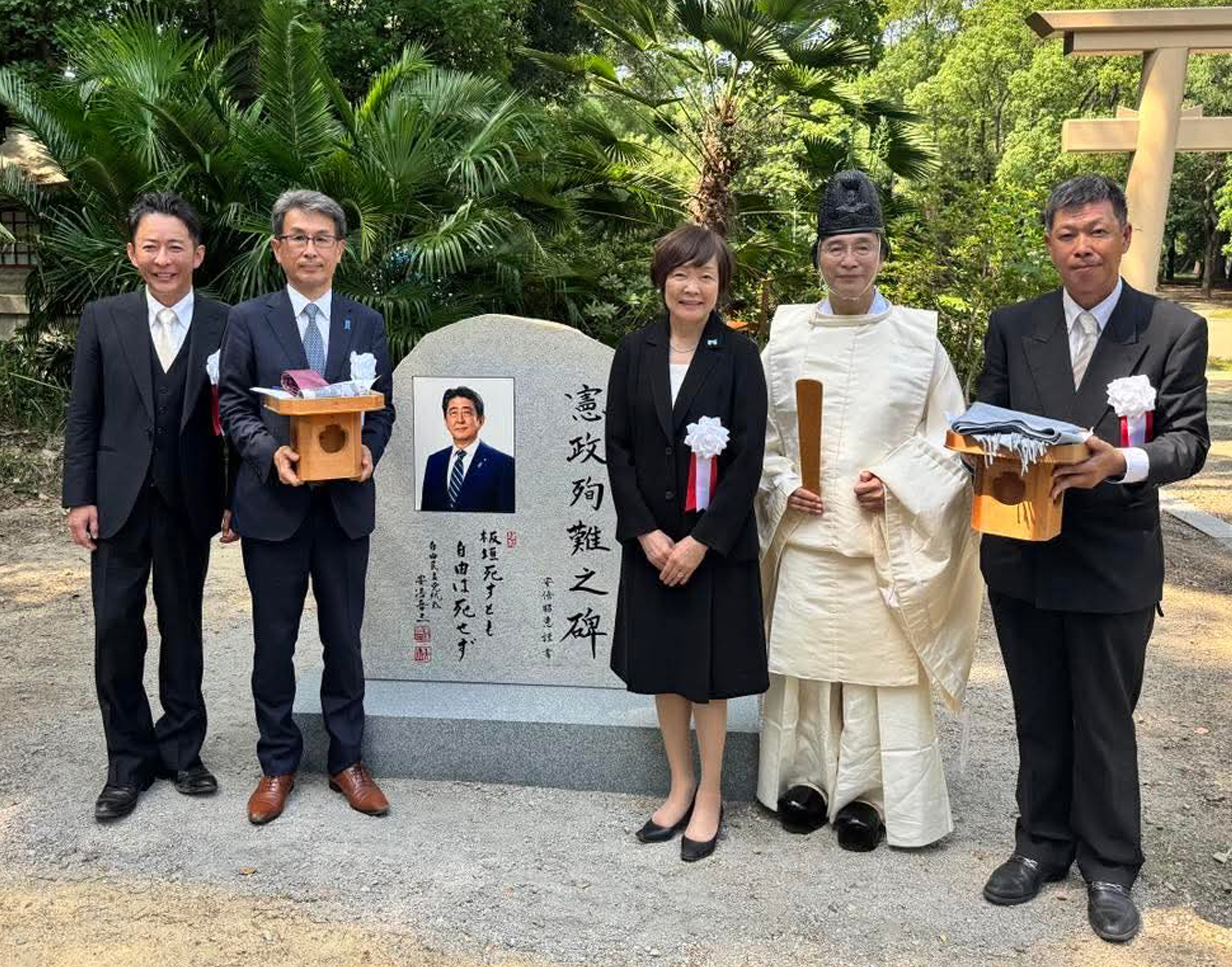
憲政殉難之碑（2025年7月6日）

2022年7月8日，安倍晉三從東京國際機場出發前往奈良縣，展開一系列助選行程。11時31分，安倍晉三在奈良市大和西大寺站前進行選舉演說，遭到山上徹也使用簡易槍枝自斜後方連開兩槍。安倍晉三左胸和頸部中彈倒地，頸部傷口直達心臟位置，失去呼吸和心率。安倍晉三立即送往奈良縣立醫科大附屬醫院急救。17時03分，在經過急救後，安倍晉三仍因左側動脈嚴重損傷，出血過多急救多次仍無效，享壽67歲。現行犯山上徹也在罪案現場遭到逮捕，表示自己是因安倍晉三與統一教的關係而產生恨意。
安倍晉三遇刺案是日本在戰後首次有內閣總理大臣級別者遭到槍殺，對日本社會產生極大衝擊，國際社會反應亦感到震驚。7月10日，自由民主黨在第26屆參議院通常選舉取得單獨過半席次，加上公明黨、日本維新會、國民民主黨右派席次增加，憲法修正勢力超過門檻的三分之二席次。其中部分日本地區投票率提高。7月11日至7月12日，東京增上寺舉行安倍晉三的守靈儀式和家祭，許多民眾聚集在周邊地區哀悼致意。安倍晉三逝世在日本國內與國際引發討論，其後的調查涉及維安部隊、槍枝管制、犯案動機、政教關係等層面。
基於保守派意願、海外輿情同情，岸田文雄內閣通過為安倍晉三舉行「國葬」，是自吉田茂以來第二位國葬規格的內閣總理大臣。日本政府估算國葬總計需要16.6億日圓。不過在在野黨反彈下，社會輿論對於葬禮規格、國葬細節、經費預算、政治遺產、政教關係、防疫措施產生正反議論，反對者的不滿不斷增加，衝擊岸田文雄內閣的民意支持度。日本政界因為「安倍國葬」出現極大影響，成為各方分裂對立與轉移不滿情緒的議題。直到9月27日，日本武道館正式舉行安倍晉三的國葬，內閣總理大臣岸田文雄、菅義偉發表追悼致詞。
在國葬期間，岸田文雄宣布將延續安倍晉三政策路線，並解決經濟再生、日圓過低與高物價等議題。而對於在野黨批評自由民主黨政治人物與統一教關係，岸田文雄內閣主動清查並公開關係以取信民眾。而在安倍晉三逝世後，自由民主黨派閥「清和政策研究會」有93席國會議員，佔自由民主黨國會議員25%，但缺乏足夠實力的會長人選。清和政策研究會決定暫時保留「安倍派」名稱、以「集體領導」方式維持運作，並延續安倍晉三的路線。但在缺乏領袖的狀態下，清和政策研究會的競合影響自由民主黨派閥平衡，且內部衝突也逐漸增多。

## 政治立場

### 經濟社會

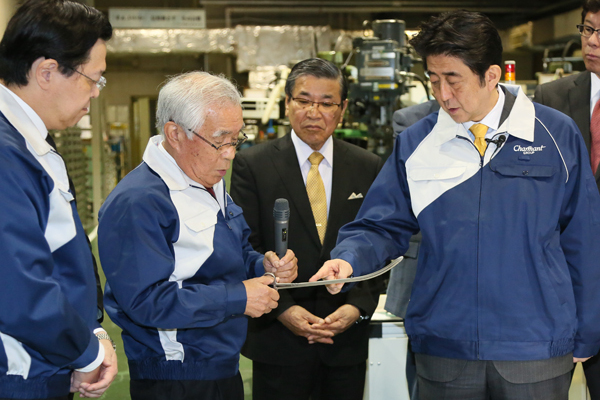
2015年4月11日，安倍晉三先後訪問石川縣和福井縣，並前往一家地區核心工廠進行考察。

安倍晉三將擺脫通貨緊縮與經濟蕭條列為首要課題，主張調整貨幣政策、經濟擴張方案，振興長期積弱不振的經濟。為此，他提出大膽積極的金融政策、機動靈活的公共財政、促進投資的成長戰略之「三枝箭」，刺激經濟發展和股票市場成長，「安倍經濟學」引起不少話題。安倍內閣使用金融政策手段處理經濟問題，藉由貨幣貶值刺激出口貿易、振興生產，並拓展海外市場、穩定能源供給與提升科技創新。安倍內閣還多次採用公共財政措施，將額外支出投入地方基礎設施，甚至推出總規模28萬億日圓的經濟刺激計劃。
其後日本經濟出現景氣好轉，出口導向產業獲得利潤、日經平均指數打破29年來最高水準，國內生產毛額、失業率、女性就業率、人力派遣問題亦有改善，被稱為「安倍維新」。安倍內閣還推動「觀光立國」與「地方創生」政策，增加國際旅遊和振興地域，同時設立經濟特區「國家戰略特別區域」吸引外資進駐與產業發展。安倍內閣兩度上調消費稅，提高稅收、降低赤字、減緩通貨緊縮，並說服企業提高工資。不過安倍經濟學的經濟成長未如預期，量化寬鬆導致進口貿易成本提高，國內物價上漲、通貨膨脹和貧困家庭增加。
面對人口高齡化與少子化問題，安倍內閣在「一億總活躍」政策中，強調學前教育與兒童照顧環境，並鼓勵中高年齡族群和女性族群就業。安倍內閣在「新三支箭」政策中，強調「孕育強大經濟」、「加強育兒支援」和「強化社會保障」，提供產假與育嬰假、收入補償、家庭補貼、稅收優惠等社會支持和社會保障。同時提出「創造人才革命」、「生產性革命」的教育無償化與學前教育政策，將稅收投入人才培育，實施學前教育免費、低所得家庭大學學雜費免費、低所得老年者國民年金。他也提出完善災害管理規劃，加強防禦自然災害能力。
但由於短期經濟刺激政讓僱傭、教育、能源、創業等公共財政負擔加重，安倍內閣調漲老人醫療自負額，並兩度調降貧窮民眾的最低生活保障費。以安倍晉三為首的政治勢力及宗教團體，還藉由守護傳統家庭價值的名義，反對性少數平權。安倍內閣還推翻過去諮詢機構提議允許女性宮家繼承皇位的女系天皇政策，並在國會通過修改《教育基本法》與《日本國憲法改正手續相關法律》。安倍晉三還在任內通過「共謀罪」條文與《特定秘密保護相關法律》，「安倍政治」造成日本的公民自由、言論自由與新聞自由指數嚴重衰退。

### 外交國防

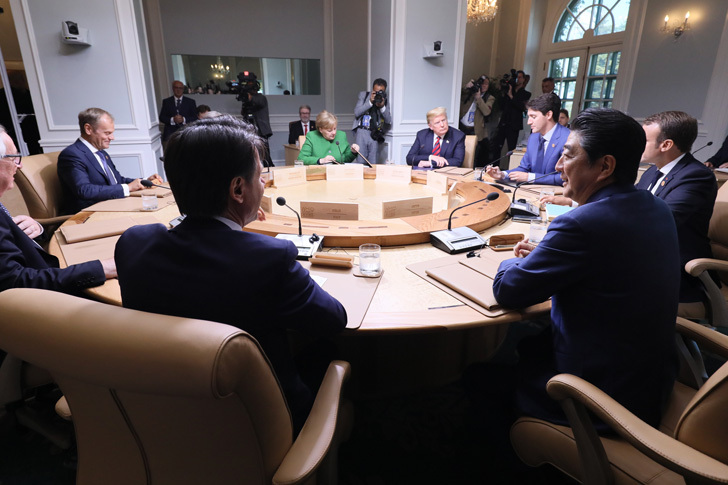
2018年6月8日，安倍晉三與美國總統唐納·川普、德國總理安格拉·梅克爾等人，在加拿大召開第44屆七大工業國組織會議。

安倍晉三積極重塑日本外交政策，推行「新戰略外交」、「價值觀外交」與「積極和平主義」戰略。其利用長期執政優勢、及日本緩衝國地位，鞏固與政府首腦間的合作，力求外交平衡取得國家利益。他希望日本成為聯合國安全理事會常任理事國，並與巴西、德國與印度推動聯合國改革。他提出抗衡中國的「自由與繁榮之弧」構想，藉由經濟合作、安全保障、軍事交流等方式，增強價值觀相同國家的關係，被稱為「安倍主義」。同時增強美日同盟關係，確保亞太地區安全與穩定。安倍晉三還支持美國發起的阿富汗戰爭與伊拉克戰爭。
在上任後，安倍晉三訪問東南亞、歐洲、美洲與拉丁美洲等170多個國家和地區，啟動加強外交關係的「俯瞰地球儀的外交」，也是外事訪問最多的內閣總理大臣。2006年，其首次正式訪問便前往中华人民共和国、南韓，強調戰略互惠關係。其後日本試圖在亞太地區扮演領導角色，加強外交關係，制衡中國崛起。在一連串外交摩擦及徵用工訴訟問題後，安倍晉三對南韓採取強硬態度、發動貿易戰，日韓關係惡化。安倍晉三還關注東海與南海的主權衝突問題，並增強日本與臺灣的友好關係，是1960年代後最為親臺的日本政治領袖。
安倍晉三還推動經濟一體化和多邊主義，由美國和日本主導亞太地區市場經濟。他倡議組成「四方安全對話」機制、及「印度洋-太平洋」構想防堵中國，日本並與澳洲建立「特殊戰略夥伴關係」。他強調加強與東南亞國家協會的聯繫，並希望自拉丁美洲獲得能源供給。他主張對北韓則採取「對話與壓力」的強硬政策，並因應北韓核問題推動經濟制裁。安倍晉三還與俄羅斯總統普丁多次會談，兩人情誼深厚。不過安倍晉三對於領土主權的態度相當強硬，這包括釣魚臺列嶼主權問題、獨島主權爭議、南千島群島爭議等。
安倍晉三採取傾向右派保守主義的外交政策，以「北朝鲜威脅」和「中國威脅」為由，主張增強軍事實力應對周邊局勢。他認為自衛隊應擁有防衛主權，甚至擁有攻擊敵方基地的能力。他設置國家安全保障會議，增強防衛指揮系統的統合。同時還提升「防衛廳」為「防衛省」，放寬自衛隊參加聯合國維持和平部隊。安倍晉三還積極推動憲法修正與國家安全法案，增加自衛隊武力合法性與活動空間，並增強釣魚臺列嶼和琉球群島防衞部署。他還曾表示使用小型戰術核武器和洲際彈道飛彈並不違反《日本國憲法》。

### 思想觀點

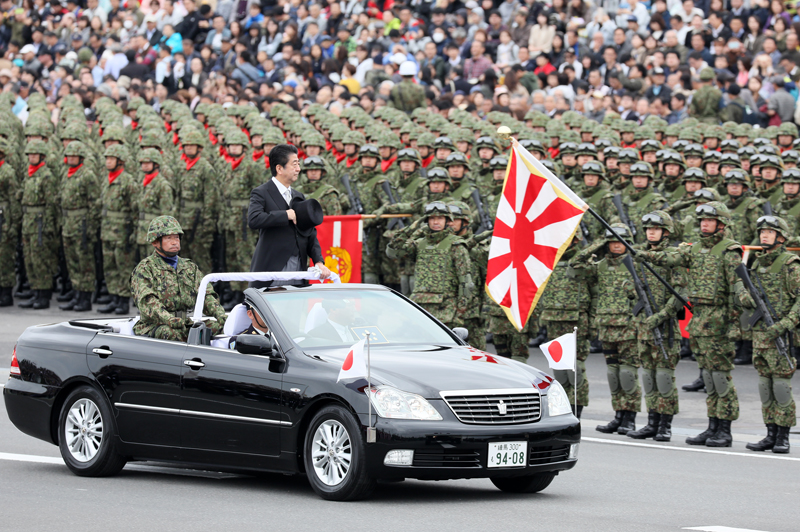
2018年10月14日，安倍晉三檢閱陸上自衛隊，而其主要政治主張便包括要將自衛隊加入《日本國憲法》。

安倍晉三繼承岸信介的「遺志」，主張擺脫「和平立國」體制，成為「正常國家」，清算「重經濟、輕軍事」的吉田茂路線。其標榜「國家利益優先」的民族保守主義「國家觀」，帶有岸信介「鷹派強國論」色彩。他主張修改駐日盟軍總司令部制定的《日本國憲法》第九條，加入設置「自衛軍」、放寬「國家交戰權」限制，藉此結束「戰後政權」狀態，加速恢復正常國家進程。在藉由「安倍經濟學」提升支持率後，其從經濟議題轉往政治議題，採取偏向鷹派立場。但儘管希望任內實現戰後首次憲法修正提案，最終未能實踐。
與戰後歷任內閣總理大臣一樣，國際輿論關注安倍晉三對大日本帝國戰爭責任的態度。安倍晉三以往過去不滿河野洋平的「河野談話」、細川護熙的言論、及村山富市的「村山談話」，長期為甲級戰犯辯護、否定南京大屠殺與慰安婦問題，並要求修改歷史教科書的「自虐史觀」。他曾表示政府不適合決定具體戰爭責任，遠東國際軍事法庭並非日本的「法庭審判」，也不會提及「侵略」與「道歉」。但在2015年8月，安倍晉三又發表「安倍內閣總理大臣談話」，繼承「村山談話」內容，發表對戰時行為表達反省並致歉的談話，也強調希望未來世界的一代不需背負道歉責任。
安倍晉三認為過去存在慰安所和惡劣的日本軍軍人，但沒有證據證明國家與軍隊是組織性強徵慰安婦，並對慰安婦的痛苦遭遇表達同情並對此道歉。他認為歷史教科書不應記載「強徵隨軍慰安婦」的內容，資助「思考日本前途和歷史教育國會年輕議員會」要求刪除「自虐性」內容。安倍內閣還修改《教育基本法》，加強尊敬傳統文化與愛國主義，並將「道德」列為必修課。安倍內閣成員大多屬於日本右翼團體「日本會議」分支「日本會議國會議員懇談會」，安倍晉三立場也與其相近。安倍晉三還曾經批評傳統左派團體「日本教職員組合」。
安倍晉三支持日本政治界人物參拜靖國神社，並強調內閣總理大臣有責任參拜。他數次為內閣總理大臣小泉純一郎每年參拜靖國神社辯護，批評中华人民共和国與南韓藉由歷史認識問題拒絕高峰會、干預日本內政。但在自由民主黨內部、輿論界、經濟界不斷施加壓力後，安倍晉三針對中國提出「政經分離」主張，並採取「模糊策略」緩解壓力。其中，安倍晉三嘗試改變小泉純一郎參拜靖國神社的做法，以修復中日關係與日韓關係，並呼籲拋開靖國神社爭議。儘管安倍晉三在上任後曾參拜靖國神社，但在遭遇初期批評後，往後任內便未前往參拜。

## 家庭生活

### 個人生活

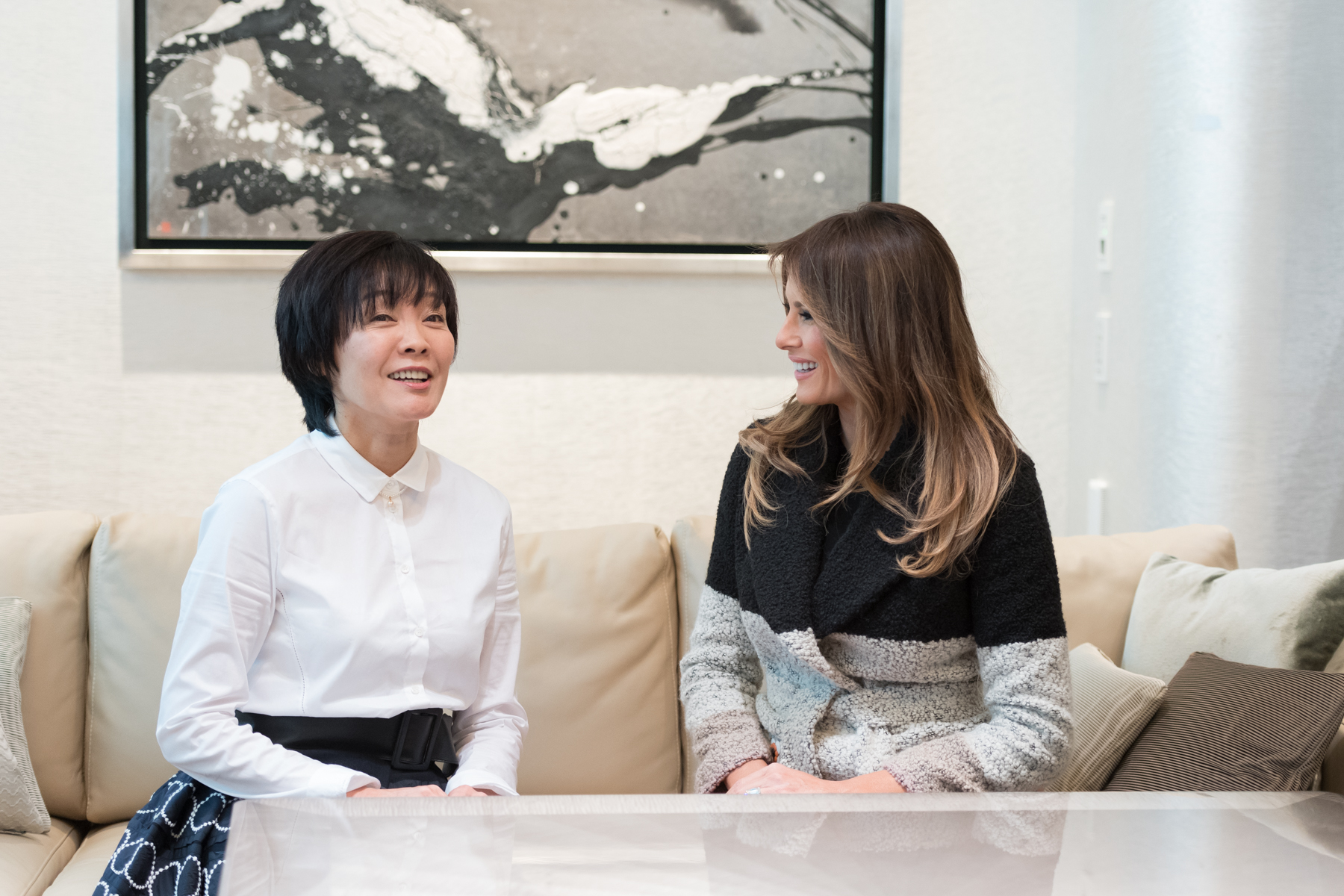
安倍昭惠（左）成為日本內閣總理大臣夫人後，為日本政治界帶來新氣象，但是也涉入多起爭議。

1985年，安倍晉三在《山口新聞》報社工作的朋友介紹下認識松崎昭惠。松崎昭惠是日本糖果製造業者森永製菓總經理松崎昭雄的女兒，當時在廣告代理商電通任職。1987年6月9日，兩人在東京港區赤坂舉行婚禮，並在東京王子大飯店、山口縣下關市兩地舉辦婚宴，福田赳夫夫婦作為媒人出席。安倍昭惠本人思想自由奔放，並以與安倍晉三的政見不同著稱。她認為自己的人生與丈夫的政治人生是不同方向，曾經在東京開設一家居酒屋，在當時引起日本新聞媒體的追捧。安倍昭惠與安倍晉三結婚多年，由於不孕導致兩人沒有子女。
安倍晉三的身材高挑，經常被形容是彬彬有禮、謙遜和富有魅力，曾經獲得最瀟灑著裝獎。不過其性格固執，且言詞強硬。安倍晉三喜歡音樂，曾經學習過鋼琴，但是討厭練習鋼琴。安倍晉三還曾經參加成蹊大學西洋箭術俱樂部，在社團活動中嚴格訓練其毅力、注意和自信。安倍晉三亦重視領袖之間透過高爾夫球加深個人交情的成效。安倍晉三信仰日本佛教淨土宗，法名為「紫雲院殿政譽清淨晉壽大居士」，但與佛教日蓮宗團體「創價學會」及其支持的公明黨合作，也曾擔任「神道政治聯盟國會議員懇談會」會長。另外，安倍晉三基於統一教的組織票，也經常出席相關的教團活動。
安倍晉三長期受到「慢性腸胃病」的痼疾問題影響，罹患容易導致腹痛、腹瀉、血便的罕見慢性病「潰瘍性結腸炎」。潰瘍性結腸炎會因工作壓力加劇，影響安倍晉三的體能與精神狀態；同時該疾病沒有根治方法，只能針對症狀提供處方。在首次因「潰瘍性結腸炎」辭去內閣總理大臣後，安倍晉三的健康問題成為政治界的焦點。在回任內閣總理大臣後，安倍晉三持續使用藥物控制病情、管理個人健康，身體狀況比過去穩定，且每年3月與10月會做定期健康檢查。不過坊間經常會傳出「安倍隱疾論」、「安倍吐血論」等八卦新聞。
安倍晉三的哥哥安倍寬信從商，是知名企業「三菱商事」旗下包裝事業單位的執行長。安倍晉太郎第三個兒子安倍信夫在岸信介要求下，過繼成為岸信和夫婦的養子，並從母姓「岸」。安倍晉三和岸信夫相當長一段時間都以為兩人只是表兄弟，直到大學時期才知道原來是親兄弟。岸信夫原本在住友商事任職，退職後當選眾議院議員，成為支持安倍晉三的重要家族成員，曾擔任主持國家安全事務的防衛大臣。安倍家族第四代則有安倍寬信的長子安倍寬人、及岸信夫的長子岸信千世兩人。

### 政治世家

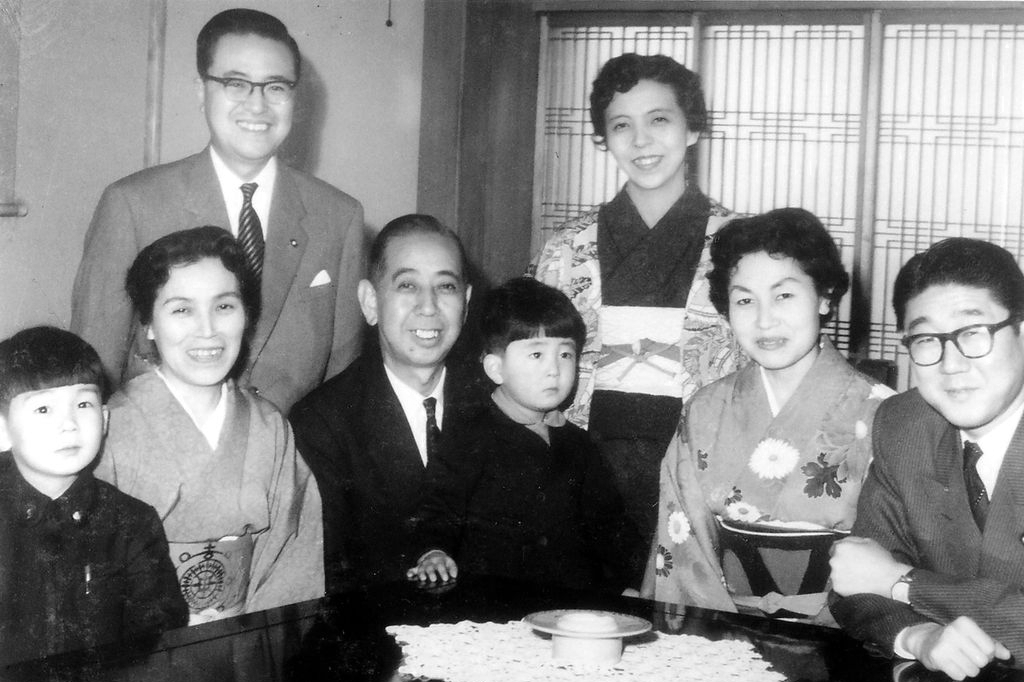
安倍晉三在幼稚園時期的家庭照，照片中央為抱著安倍晉三的岸信介。

安倍晉三出生於政治世家，有「純種政治家」之稱，其家族掌握著山口縣政治。祖父安倍寬是山口縣眾議院議員，外祖父岸信介和外叔父佐藤榮作曾擔任內閣總理大臣，被稱為「一家三相」、「一門三首相」；父親安倍晉太郎曾擔任外務大臣，母親安倍洋子是岸信介女兒。安倍氏是平安時代陸奧國的豪門，源平合戰戰敗而流放至山口縣，成為釀造酒和醬油的財主。曾祖伯父安倍慎太郎致力參與政治，曾當選山口縣議會議員。1933年3月，祖父安倍寬當選日置村村長，並在1937年4月當選眾議院議員。安倍寬是著名的和平主義者，反對東條英機操縱日本進行太平洋戰爭。
由於安倍寬不屈服於軍部壓力，反對軍國主義和戰爭，其支持者不斷增加。1945年11月，安倍寬等人成立日本進步黨，但在隔年1月因病逝世。在第二次世界大戰期間，安倍晉三的父親安倍晉太郎曾經志願加入特別攻擊隊。在東京大學畢業後，其考慮到從事政治的需要，進入每日新聞社。其後安倍晉太郎獲得岸信介的賞識，希望其繼承自己的政治資產。1951年5月，安倍晉太郎與岸信介女兒岸洋子結婚。1958年至1991年，安倍晉太郎當選多屆山口縣眾議院議員，並擔任內閣官房長官、外務大臣、自由民主黨幹事長等職務。
安倍晉三的母親家族同樣是政治世家，外祖父岸信介與外叔父佐藤榮作都是影響戰後政治的大老。五世外祖父佐藤信寬在明治維新後，曾經擔任島根縣知事。外曾祖父佐藤秀助曾擔任山口縣公務員，育有長子佐藤市郎、次子岸信介、三子佐藤榮作。外大伯父佐藤市郎是大日本帝國海軍中將，其後因病退伍。在第二次世界大戰前，外祖父岸信介在軍部多次邀請下，出任「滿洲國」傀儡政權產業政策的總負責人。在第二次世界大戰期間，東條內閣決心對美國開戰，岸信介擔任國務大臣兼軍需次官，為國防工業的最高負責人。
在東條英機內閣總辭職後，岸信介在山口縣成立「防長尊攘同志會」，並與安倍寬成為朋友。1945年，在日本投降後，岸信介被視為甲級戰犯嫌疑分子，美國軍隊將其關進巢鴨刑務所。由於冷戰對立關係，美國調整戰略目標，岸信介未被起訴而獲得釋放。1955年11月，岸信介聯合日本民主黨與自由黨，正式成立自由民主黨。1957年2月至1960年7月，岸信介擔任內閣總理大臣，政權歷時3年多，其本人更被稱為「昭和之妖」。而岸信介的弟弟佐藤榮作，在1964年11月至1972年7月擔任內閣總理大臣，總共擔任過三屆內閣總理大臣。
|                 |                 |                 |                 |                 |                 |                           |                           |                           |                           |                           |                           |          |          |          |          |          |          |                             |                             |                             |                             |                             |                             |                                 |                                 |                                             |                                             |                                             |                                             | 安倍宗任                                    | 安倍宗任                                    | 安倍宗任 | 安倍宗任 | 安倍宗任 | 安倍宗任 |        |        |        |        |                   |                   |                   |                   |                                                     |                                                     |                                                     |                                                     |                                                     |                                                     |          |          |  |  |                         |                         |                           |                           |                           |                           | 岸要藏                    | 岸要藏                    | 岸要藏 | 岸要藏 | 岸要藏                            | 岸要藏                            |                                           |                                           |                                           |                                           |                                           |                                           |          |          |                             |                             |                             |                             |                             |                             |          |          | 佐藤信孝                                    | 佐藤信孝                                    | 佐藤信孝                                    | 佐藤信孝                                    | 佐藤信孝                                    | 佐藤信孝                                    |                                         |                                         |                                         |                                         |  |  |            |            |            |            |                           |                           |                           |                           |                           |                           |  |  |
|                 |                 |                 |                 |                 |                 |                           |                           |                           |                           |                           |                           |          |          |          |          |          |          |                             |                             |                             |                             |                             |                             |                                 |                                 |                                             |                                             |                                             |                                             | 安倍宗任                                    | 安倍宗任                                    | 安倍宗任 | 安倍宗任 | 安倍宗任 | 安倍宗任 |        |        |        |        |                   |                   |                   |                   |                                                     |                                                     |                                                     |                                                     |                                                     |                                                     |          |          |  |  |                         |                         |                           |                           |                           |                           | 岸要藏                    | 岸要藏                    | 岸要藏 | 岸要藏 | 岸要藏                            | 岸要藏                            |                                           |                                           |                                           |                                           |                                           |                                           |          |          |                             |                             |                             |                             |                             |                             |          |          | 佐藤信孝                                    | 佐藤信孝                                    | 佐藤信孝                                    | 佐藤信孝                                    | 佐藤信孝                                    | 佐藤信孝                                    |                                         |                                         |                                         |                                         |  |  |            |            |            |            |                           |                           |                           |                           |                           |                           |  |  |
|                 |                 |                 |                 |                 |                 |                           |                           |                           |                           |                           |                           |          |          |          |          |          |          | 大島義昌 大日本帝國陸軍上將 | 大島義昌 大日本帝國陸軍上將 | 大島義昌 大日本帝國陸軍上將 | 大島義昌 大日本帝國陸軍上將 | 大島義昌 大日本帝國陸軍上將 | 大島義昌 大日本帝國陸軍上將 |                                 |                                 |                                             |                                             |                                             |                                             | 安倍英任                                    | 安倍英任                                    | 安倍英任 | 安倍英任 | 安倍英任 | 安倍英任 |        |        |        |        |                   |                   |                   |                   |                                                     |                                                     |                                                     |                                                     |                                                     |                                                     |          |          |  |  |                         |                         |                           |                           |                           |                           | 岸信祐                    | 岸信祐                    | 岸信祐 | 岸信祐 | 岸信祐                            | 岸信祐                            |                                           |                                           |                                           |                                           |                                           |                                           |          |          |                             |                             |                             |                             |                             |                             |          |          |                                             |                                             |                                             |                                             |                                             |                                             |                                         |                                         |                                         |                                         |  |  |            |            |            |            |                           |                           |                           |                           |                           |                           |  |  |
|                 |                 |                 |                 |                 |                 |                           |                           |                           |                           |                           |                           |          |          |          |          |          |          | 大島義昌 大日本帝國陸軍上將 | 大島義昌 大日本帝國陸軍上將 | 大島義昌 大日本帝國陸軍上將 | 大島義昌 大日本帝國陸軍上將 | 大島義昌 大日本帝國陸軍上將 | 大島義昌 大日本帝國陸軍上將 |                                 |                                 |                                             |                                             |                                             |                                             | 安倍英任                                    | 安倍英任                                    | 安倍英任 | 安倍英任 | 安倍英任 | 安倍英任 |        |        |        |        |                   |                   |                   |                   |                                                     |                                                     |                                                     |                                                     |                                                     |                                                     |          |          |  |  |                         |                         |                           |                           |                           |                           | 岸信祐                    | 岸信祐                    | 岸信祐 | 岸信祐 | 岸信祐                            | 岸信祐                            |                                           |                                           |                                           |                                           |                                           |                                           |          |          |                             |                             |                             |                             |                             |                             |          |          |                                             |                                             |                                             |                                             |                                             |                                             |                                         |                                         |                                         |                                         |  |  |            |            |            |            |                           |                           |                           |                           |                           |                           |  |  |
|                 |                 |                 |                 |                 |                 |                           |                           |                           |                           |                           |                           |          |          |          |          |          |          |                             |                             |                             |                             |                             |                             |                                 |                                 |                                             |                                             |                                             |                                             |                                             |                                             |          |          |          |          |        |        |        |        |                   |                   |                   |                   |                                                     |                                                     |                                                     |                                                     |                                                     |                                                     |          |          |  |  |                         |                         |                           |                           |                           |                           |                           |                           |        |        |                                   |                                   |                                           |                                           |                                           |                                           |                                           |                                           |          |          |                             |                             |                             |                             |                             |                             |          |          |                                             |                                             |                                             |                                             |                                             |                                             |                                         |                                         |                                         |                                         |  |  |            |            |            |            |                           |                           |                           |                           |                           |                           |  |  |
|                 |                 |                 |                 |                 |                 | 本堂恆次郎                | 本堂恆次郎                | 本堂恆次郎                | 本堂恆次郎                | 本堂恆次郎                | 本堂恆次郎                |          |          |          |          |          |          | 秀子                        | 秀子                        | 秀子                        | 秀子                        | 秀子                        | 秀子                        |                                 |                                 | 安倍慎太郎 山口縣議會議員                   | 安倍慎太郎 山口縣議會議員                   | 安倍慎太郎 山口縣議會議員                   | 安倍慎太郎 山口縣議會議員                   | 安倍慎太郎 山口縣議會議員                   | 安倍慎太郎 山口縣議會議員                   |          |          | 安倍為   | 安倍為   | 安倍為 | 安倍為 | 安倍為 | 安倍為 |                   |                   |                   |                   |                                                     |                                                     | 安倍彪助                                            | 安倍彪助                                            | 安倍彪助                                            | 安倍彪助                                            | 安倍彪助 | 安倍彪助 |  |  | 岸信政                  | 岸信政                  | 岸信政                    | 岸信政                    | 岸信政                    | 岸信政                    |                           |                           |        |        |                                   |                                   | 佐藤秀助                                  | 佐藤秀助                                  | 佐藤秀助                                  | 佐藤秀助                                  | 佐藤秀助                                  | 佐藤秀助                                  |          |          |                             |                             |                             |                             |                             |                             |          |          | 佐藤茂世                                    | 佐藤茂世                                    | 佐藤茂世                                    | 佐藤茂世                                    | 佐藤茂世                                    | 佐藤茂世                                    |                                         |                                         |                                         |                                         |  |  |            |            |            |            |                           |                           |                           |                           |                           |                           |  |  |
|                 |                 |                 |                 |                 |                 | 本堂恆次郎                | 本堂恆次郎                | 本堂恆次郎                | 本堂恆次郎                | 本堂恆次郎                | 本堂恆次郎                |          |          |          |          |          |          | 秀子                        | 秀子                        | 秀子                        | 秀子                        | 秀子                        | 秀子                        |                                 |                                 | 安倍慎太郎 山口縣議會議員                   | 安倍慎太郎 山口縣議會議員                   | 安倍慎太郎 山口縣議會議員                   | 安倍慎太郎 山口縣議會議員                   | 安倍慎太郎 山口縣議會議員                   | 安倍慎太郎 山口縣議會議員                   |          |          | 安倍為   | 安倍為   | 安倍為 | 安倍為 | 安倍為 | 安倍為 |                   |                   |                   |                   |                                                     |                                                     | 安倍彪助                                            | 安倍彪助                                            | 安倍彪助                                            | 安倍彪助                                            | 安倍彪助 | 安倍彪助 |  |  | 岸信政                  | 岸信政                  | 岸信政                    | 岸信政                    | 岸信政                    | 岸信政                    |                           |                           |        |        |                                   |                                   | 佐藤秀助                                  | 佐藤秀助                                  | 佐藤秀助                                  | 佐藤秀助                                  | 佐藤秀助                                  | 佐藤秀助                                  |          |          |                             |                             |                             |                             |                             |                             |          |          | 佐藤茂世                                    | 佐藤茂世                                    | 佐藤茂世                                    | 佐藤茂世                                    | 佐藤茂世                                    | 佐藤茂世                                    |                                         |                                         |                                         |                                         |  |  |            |            |            |            |                           |                           |                           |                           |                           |                           |  |  |
|                 |                 |                 |                 |                 |                 |                           |                           |                           |                           |                           |                           |          |          |          |          |          |          |                             |                             |                             |                             |                             |                             |                                 |                                 |                                             |                                             |                                             |                                             |                                             |                                             |          |          |          |          |        |        |        |        |                   |                   |                   |                   |                                                     |                                                     |                                                     |                                                     |                                                     |                                                     |          |          |  |  |                         |                         |                           |                           |                           |                           |                           |                           |        |        |                                   |                                   |                                           |                                           |                                           |                                           |                                           |                                           |          |          |                             |                             |                             |                             |                             |                             |          |          |                                             |                                             |                                             |                                             |                                             |                                             |                                         |                                         |                                         |                                         |  |  |            |            |            |            |                           |                           |                           |                           |                           |                           |  |  |
|                 |                 |                 |                 |                 |                 |                           |                           |                           |                           |                           |                           |          |          |          |          |          |          |                             |                             |                             |                             |                             |                             |                                 |                                 |                                             |                                             |                                             |                                             |                                             |                                             |          |          |          |          |        |        |        |        |                   |                   |                   |                   |                                                     |                                                     |                                                     |                                                     |                                                     |                                                     |          |          |  |  |                         |                         |                           |                           |                           |                           |                           |                           |        |        |                                   |                                   |                                           |                                           |                                           |                                           |                                           |                                           |          |          |                             |                             |                             |                             |                             |                             |          |          |                                             |                                             |                                             |                                             |                                             |                                             |                                         |                                         |                                         |                                         |  |  |            |            |            |            |                           |                           |                           |                           |                           |                           |  |  |
| 西村謙三 教育家 | 西村謙三 教育家 | 西村謙三 教育家 | 西村謙三 教育家 | 西村謙三 教育家 | 西村謙三 教育家 |                           |                           |                           |                           |                           |                           | 本堂靜子 | 本堂靜子 | 本堂靜子 | 本堂靜子 | 本堂靜子 | 本堂靜子 |                             |                             |                             |                             |                             |                             |                                 |                                 |                                             |                                             |                                             |                                             |                                             |                                             |          |          |          |          |        |        |        |        | 安倍寬 眾議院議員 | 安倍寬 眾議院議員 | 安倍寬 眾議院議員 | 安倍寬 眾議院議員 | 安倍寬 眾議院議員                                   | 安倍寬 眾議院議員                                   |                                                     |                                                     |                                                     |                                                     |          |          |  |  | 岸良子 內閣總理大臣夫人 | 岸良子 內閣總理大臣夫人 | 岸良子 內閣總理大臣夫人   | 岸良子 內閣總理大臣夫人   | 岸良子 內閣總理大臣夫人   | 岸良子 內閣總理大臣夫人   |                           |                           |        |        |                                   |                                   | 岸信介 第56－57任內閣總理大臣，眾議院議員 | 岸信介 第56－57任內閣總理大臣，眾議院議員 | 岸信介 第56－57任內閣總理大臣，眾議院議員 | 岸信介 第56－57任內閣總理大臣，眾議院議員 | 岸信介 第56－57任內閣總理大臣，眾議院議員 | 岸信介 第56－57任內閣總理大臣，眾議院議員 |          |          | 佐藤市郎 大日本帝國海軍中將 | 佐藤市郎 大日本帝國海軍中將 | 佐藤市郎 大日本帝國海軍中將 | 佐藤市郎 大日本帝國海軍中將 | 佐藤市郎 大日本帝國海軍中將 | 佐藤市郎 大日本帝國海軍中將 |          |          | 佐藤榮作 第61－63任內閣總理大臣，眾議院議員 | 佐藤榮作 第61－63任內閣總理大臣，眾議院議員 | 佐藤榮作 第61－63任內閣總理大臣，眾議院議員 | 佐藤榮作 第61－63任內閣總理大臣，眾議院議員 | 佐藤榮作 第61－63任內閣總理大臣，眾議院議員 | 佐藤榮作 第61－63任內閣總理大臣，眾議院議員 |                                         |                                         |                                         |                                         |  |  |            |            |            |            | 佐藤寬子 內閣總理大臣夫人 | 佐藤寬子 內閣總理大臣夫人 | 佐藤寬子 內閣總理大臣夫人 | 佐藤寬子 內閣總理大臣夫人 | 佐藤寬子 內閣總理大臣夫人 | 佐藤寬子 內閣總理大臣夫人 |  |  |
| 西村謙三 教育家 | 西村謙三 教育家 | 西村謙三 教育家 | 西村謙三 教育家 | 西村謙三 教育家 | 西村謙三 教育家 |                           |                           |                           |                           |                           |                           | 本堂靜子 | 本堂靜子 | 本堂靜子 | 本堂靜子 | 本堂靜子 | 本堂靜子 |                             |                             |                             |                             |                             |                             |                                 |                                 |                                             |                                             |                                             |                                             |                                             |                                             |          |          |          |          |        |        |        |        | 安倍寬 眾議院議員 | 安倍寬 眾議院議員 | 安倍寬 眾議院議員 | 安倍寬 眾議院議員 | 安倍寬 眾議院議員                                   | 安倍寬 眾議院議員                                   |                                                     |                                                     |                                                     |                                                     |          |          |  |  | 岸良子 內閣總理大臣夫人 | 岸良子 內閣總理大臣夫人 | 岸良子 內閣總理大臣夫人   | 岸良子 內閣總理大臣夫人   | 岸良子 內閣總理大臣夫人   | 岸良子 內閣總理大臣夫人   |                           |                           |        |        |                                   |                                   | 岸信介 第56－57任內閣總理大臣，眾議院議員 | 岸信介 第56－57任內閣總理大臣，眾議院議員 | 岸信介 第56－57任內閣總理大臣，眾議院議員 | 岸信介 第56－57任內閣總理大臣，眾議院議員 | 岸信介 第56－57任內閣總理大臣，眾議院議員 | 岸信介 第56－57任內閣總理大臣，眾議院議員 |          |          | 佐藤市郎 大日本帝國海軍中將 | 佐藤市郎 大日本帝國海軍中將 | 佐藤市郎 大日本帝國海軍中將 | 佐藤市郎 大日本帝國海軍中將 | 佐藤市郎 大日本帝國海軍中將 | 佐藤市郎 大日本帝國海軍中將 |          |          | 佐藤榮作 第61－63任內閣總理大臣，眾議院議員 | 佐藤榮作 第61－63任內閣總理大臣，眾議院議員 | 佐藤榮作 第61－63任內閣總理大臣，眾議院議員 | 佐藤榮作 第61－63任內閣總理大臣，眾議院議員 | 佐藤榮作 第61－63任內閣總理大臣，眾議院議員 | 佐藤榮作 第61－63任內閣總理大臣，眾議院議員 |                                         |                                         |                                         |                                         |  |  |            |            |            |            | 佐藤寬子 內閣總理大臣夫人 | 佐藤寬子 內閣總理大臣夫人 | 佐藤寬子 內閣總理大臣夫人 | 佐藤寬子 內閣總理大臣夫人 | 佐藤寬子 內閣總理大臣夫人 | 佐藤寬子 內閣總理大臣夫人 |  |  |
|                 |                 |                 |                 |                 |                 |                           |                           |                           |                           |                           |                           |          |          |          |          |          |          |                             |                             |                             |                             |                             |                             |                                 |                                 |                                             |                                             |                                             |                                             |                                             |                                             |          |          |          |          |        |        |        |        |                   |                   |                   |                   |                                                     |                                                     |                                                     |                                                     |                                                     |                                                     |          |          |  |  |                         |                         |                           |                           |                           |                           |                           |                           |        |        |                                   |                                   |                                           |                                           |                                           |                                           |                                           |                                           |          |          |                             |                             |                             |                             |                             |                             |          |          |                                             |                                             |                                             |                                             |                                             |                                             |                                         |                                         |                                         |                                         |  |  |            |            |            |            |                           |                           |                           |                           |                           |                           |  |  |
|                 |                 |                 |                 |                 |                 |                           |                           |                           |                           |                           |                           |          |          |          |          |          |          |                             |                             |                             |                             |                             |                             |                                 |                                 |                                             |                                             |                                             |                                             |                                             |                                             |          |          |          |          |        |        |        |        |                   |                   |                   |                   |                                                     |                                                     |                                                     |                                                     |                                                     |                                                     |          |          |  |  |                         |                         |                           |                           |                           |                           |                           |                           |        |        |                                   |                                   |                                           |                                           |                                           |                                           |                                           |                                           |          |          |                             |                             |                             |                             |                             |                             |          |          |                                             |                                             |                                             |                                             |                                             |                                             |                                         |                                         |                                         |                                         |  |  |            |            |            |            |                           |                           |                           |                           |                           |                           |  |  |
|                 |                 |                 |                 |                 |                 | 西村正雄 日本興業銀行行長 | 西村正雄 日本興業銀行行長 | 西村正雄 日本興業銀行行長 | 西村正雄 日本興業銀行行長 | 西村正雄 日本興業銀行行長 | 西村正雄 日本興業銀行行長 |          |          |          |          |          |          |                             |                             |                             |                             |                             |                             |                                 |                                 | 安倍晉太郎 第112－113任外務大臣，眾議院議員 | 安倍晉太郎 第112－113任外務大臣，眾議院議員 | 安倍晉太郎 第112－113任外務大臣，眾議院議員 | 安倍晉太郎 第112－113任外務大臣，眾議院議員 | 安倍晉太郎 第112－113任外務大臣，眾議院議員 | 安倍晉太郎 第112－113任外務大臣，眾議院議員 |          |          |          |          |        |        |        |        |                   |                   |                   |                   |                                                     |                                                     |                                                     |                                                     |                                                     |                                                     |          |          |  |  | 安倍洋子 書法家         | 安倍洋子 書法家         | 安倍洋子 書法家           | 安倍洋子 書法家           | 安倍洋子 書法家           | 安倍洋子 書法家           |                           |                           |        |        |                                   |                                   | 岸信和 內閣總理大臣秘書官                 | 岸信和 內閣總理大臣秘書官                 | 岸信和 內閣總理大臣秘書官                 | 岸信和 內閣總理大臣秘書官                 | 岸信和 內閣總理大臣秘書官                 | 岸信和 內閣總理大臣秘書官                 |          |          |                             |                             |                             |                             | 岸仲子                      | 岸仲子                      | 岸仲子   | 岸仲子   | 岸仲子                                      | 岸仲子                                      |                                             |                                             | 佐藤信二 第61任通商產業大臣，眾議院議員     | 佐藤信二 第61任通商產業大臣，眾議院議員     | 佐藤信二 第61任通商產業大臣，眾議院議員 | 佐藤信二 第61任通商產業大臣，眾議院議員 | 佐藤信二 第61任通商產業大臣，眾議院議員 | 佐藤信二 第61任通商產業大臣，眾議院議員 |  |  | 佐藤龍太郎 | 佐藤龍太郎 | 佐藤龍太郎 | 佐藤龍太郎 | 佐藤龍太郎                | 佐藤龍太郎                |                           |                           |                           |                           |  |  |
|                 |                 |                 |                 |                 |                 | 西村正雄 日本興業銀行行長 | 西村正雄 日本興業銀行行長 | 西村正雄 日本興業銀行行長 | 西村正雄 日本興業銀行行長 | 西村正雄 日本興業銀行行長 | 西村正雄 日本興業銀行行長 |          |          |          |          |          |          |                             |                             |                             |                             |                             |                             |                                 |                                 | 安倍晉太郎 第112－113任外務大臣，眾議院議員 | 安倍晉太郎 第112－113任外務大臣，眾議院議員 | 安倍晉太郎 第112－113任外務大臣，眾議院議員 | 安倍晉太郎 第112－113任外務大臣，眾議院議員 | 安倍晉太郎 第112－113任外務大臣，眾議院議員 | 安倍晉太郎 第112－113任外務大臣，眾議院議員 |          |          |          |          |        |        |        |        |                   |                   |                   |                   |                                                     |                                                     |                                                     |                                                     |                                                     |                                                     |          |          |  |  | 安倍洋子 書法家         | 安倍洋子 書法家         | 安倍洋子 書法家           | 安倍洋子 書法家           | 安倍洋子 書法家           | 安倍洋子 書法家           |                           |                           |        |        |                                   |                                   | 岸信和 內閣總理大臣秘書官                 | 岸信和 內閣總理大臣秘書官                 | 岸信和 內閣總理大臣秘書官                 | 岸信和 內閣總理大臣秘書官                 | 岸信和 內閣總理大臣秘書官                 | 岸信和 內閣總理大臣秘書官                 |          |          |                             |                             |                             |                             | 岸仲子                      | 岸仲子                      | 岸仲子   | 岸仲子   | 岸仲子                                      | 岸仲子                                      |                                             |                                             | 佐藤信二 第61任通商產業大臣，眾議院議員     | 佐藤信二 第61任通商產業大臣，眾議院議員     | 佐藤信二 第61任通商產業大臣，眾議院議員 | 佐藤信二 第61任通商產業大臣，眾議院議員 | 佐藤信二 第61任通商產業大臣，眾議院議員 | 佐藤信二 第61任通商產業大臣，眾議院議員 |  |  | 佐藤龍太郎 | 佐藤龍太郎 | 佐藤龍太郎 | 佐藤龍太郎 | 佐藤龍太郎                | 佐藤龍太郎                |                           |                           |                           |                           |  |  |
|                 |                 |                 |                 |                 |                 |                           |                           |                           |                           |                           |                           |          |          |          |          |          |          |                             |                             |                             |                             |                             |                             |                                 |                                 |                                             |                                             |                                             |                                             |                                             |                                             |          |          |          |          |        |        |        |        |                   |                   |                   |                   |                                                     |                                                     |                                                     |                                                     |                                                     |                                                     |          |          |  |  |                         |                         |                           |                           |                           |                           |                           |                           |        |        |                                   |                                   |                                           |                                           |                                           |                                           |                                           |                                           |          |          |                             |                             |                             |                             |                             |                             |          |          |                                             |                                             |                                             |                                             |                                             |                                             |                                         |                                         |                                         |                                         |  |  |            |            |            |            |                           |                           |                           |                           |                           |                           |  |  |
|                 |                 |                 |                 |                 |                 |                           |                           |                           |                           |                           |                           |          |          |          |          |          |          |                             |                             |                             |                             |                             |                             |                                 |                                 |                                             |                                             |                                             |                                             |                                             |                                             |          |          |          |          |        |        |        |        |                   |                   |                   |                   |                                                     |                                                     |                                                     |                                                     |                                                     |                                                     |          |          |  |  |                         |                         |                           |                           |                           |                           |                           |                           |        |        |                                   |                                   |                                           |                                           |                                           |                                           |                                           |                                           |          |          |                             |                             |                             |                             |                             |                             |          |          |                                             |                                             |                                             |                                             |                                             |                                             |                                         |                                         |                                         |                                         |  |  |            |            |            |            |                           |                           |                           |                           |                           |                           |  |  |
|                 |                 |                 |                 |                 |                 |                           |                           |                           |                           |                           |                           |          |          |          |          |          |          |                             |                             |                             |                             |                             |                             | 安倍寬信 三菱商事包裝事業執行長 | 安倍寬信 三菱商事包裝事業執行長 | 安倍寬信 三菱商事包裝事業執行長             | 安倍寬信 三菱商事包裝事業執行長             | 安倍寬信 三菱商事包裝事業執行長             | 安倍寬信 三菱商事包裝事業執行長             |                                             |                                             |          |          |          |          | 幸子   | 幸子   | 幸子   | 幸子   | 幸子              | 幸子              |                   |                   | 安倍晉三 第90任、第96－98任內閣總理大臣，眾議院議員 | 安倍晉三 第90任、第96－98任內閣總理大臣，眾議院議員 | 安倍晉三 第90任、第96－98任內閣總理大臣，眾議院議員 | 安倍晉三 第90任、第96－98任內閣總理大臣，眾議院議員 | 安倍晉三 第90任、第96－98任內閣總理大臣，眾議院議員 | 安倍晉三 第90任、第96－98任內閣總理大臣，眾議院議員 |          |          |  |  |                         |                         | 安倍昭惠 內閣總理大臣夫人 | 安倍昭惠 內閣總理大臣夫人 | 安倍昭惠 內閣總理大臣夫人 | 安倍昭惠 內閣總理大臣夫人 | 安倍昭惠 內閣總理大臣夫人 | 安倍昭惠 內閣總理大臣夫人 |        |        | 岸信夫 第21任防衛大臣，眾議院議員 | 岸信夫 第21任防衛大臣，眾議院議員 | 岸信夫 第21任防衛大臣，眾議院議員         | 岸信夫 第21任防衛大臣，眾議院議員         | 岸信夫 第21任防衛大臣，眾議院議員         | 岸信夫 第21任防衛大臣，眾議院議員         |                                           |                                           |          |          |                             |                             | 岸智香子                    | 岸智香子                    | 岸智香子                    | 岸智香子                    | 岸智香子 | 岸智香子 |                                             |                                             |                                             |                                             |                                             |                                             |                                         |                                         |                                         |                                         |  |  | 佐藤榮治   | 佐藤榮治   | 佐藤榮治   | 佐藤榮治   | 佐藤榮治                  | 佐藤榮治                  |                           |                           |                           |                           |  |  |
|                 |                 |                 |                 |                 |                 |                           |                           |                           |                           |                           |                           |          |          |          |          |          |          |                             |                             |                             |                             |                             |                             | 安倍寬信 三菱商事包裝事業執行長 | 安倍寬信 三菱商事包裝事業執行長 | 安倍寬信 三菱商事包裝事業執行長             | 安倍寬信 三菱商事包裝事業執行長             | 安倍寬信 三菱商事包裝事業執行長             | 安倍寬信 三菱商事包裝事業執行長             |                                             |                                             |          |          |          |          | 幸子   | 幸子   | 幸子   | 幸子   | 幸子              | 幸子              |                   |                   | 安倍晉三 第90任、第96－98任內閣總理大臣，眾議院議員 | 安倍晉三 第90任、第96－98任內閣總理大臣，眾議院議員 | 安倍晉三 第90任、第96－98任內閣總理大臣，眾議院議員 | 安倍晉三 第90任、第96－98任內閣總理大臣，眾議院議員 | 安倍晉三 第90任、第96－98任內閣總理大臣，眾議院議員 | 安倍晉三 第90任、第96－98任內閣總理大臣，眾議院議員 |          |          |  |  |                         |                         | 安倍昭惠 內閣總理大臣夫人 | 安倍昭惠 內閣總理大臣夫人 | 安倍昭惠 內閣總理大臣夫人 | 安倍昭惠 內閣總理大臣夫人 | 安倍昭惠 內閣總理大臣夫人 | 安倍昭惠 內閣總理大臣夫人 |        |        | 岸信夫 第21任防衛大臣，眾議院議員 | 岸信夫 第21任防衛大臣，眾議院議員 | 岸信夫 第21任防衛大臣，眾議院議員         | 岸信夫 第21任防衛大臣，眾議院議員         | 岸信夫 第21任防衛大臣，眾議院議員         | 岸信夫 第21任防衛大臣，眾議院議員         |                                           |                                           |          |          |                             |                             | 岸智香子                    | 岸智香子                    | 岸智香子                    | 岸智香子                    | 岸智香子 | 岸智香子 |                                             |                                             |                                             |                                             |                                             |                                             |                                         |                                         |                                         |                                         |  |  | 佐藤榮治   | 佐藤榮治   | 佐藤榮治   | 佐藤榮治   | 佐藤榮治                  | 佐藤榮治                  |                           |                           |                           |                           |  |  |
|                 |                 |                 |                 |                 |                 |                           |                           |                           |                           |                           |                           |          |          |          |          |          |          |                             |                             |                             |                             |                             |                             |                                 |                                 |                                             |                                             |                                             |                                             |                                             |                                             |          |          |          |          |        |        |        |        |                   |                   |                   |                   |                                                     |                                                     |                                                     |                                                     |                                                     |                                                     |          |          |  |  |                         |                         |                           |                           |                           |                           |                           |                           |        |        |                                   |                                   |                                           |                                           |                                           |                                           |                                           |                                           |          |          |                             |                             |                             |                             |                             |                             |          |          |                                             |                                             |                                             |                                             |                                             |                                             |                                         |                                         |                                         |                                         |  |  |            |            |            |            |                           |                           |                           |                           |                           |                           |  |  |
|                 |                 |                 |                 |                 |                 |                           |                           |                           |                           |                           |                           |          |          |          |          |          |          |                             |                             |                             |                             |                             |                             |                                 |                                 |                                             |                                             |                                             |                                             | 安倍寬人                                    | 安倍寬人                                    | 安倍寬人 | 安倍寬人 | 安倍寬人 | 安倍寬人 |        |        |        |        |                   |                   |                   |                   |                                                     |                                                     |                                                     |                                                     |                                                     |                                                     |          |          |  |  |                         |                         |                           |                           |                           |                           |                           |                           |        |        |                                   |                                   |                                           |                                           |                                           |                                           | 岸信千世                                  | 岸信千世                                  | 岸信千世 | 岸信千世 | 岸信千世                    | 岸信千世                    |                             |                             |                             |                             |          |          |                                             |                                             |                                             |                                             |                                             |                                             |                                         |                                         |                                         |                                         |  |  |            |            |            |            |                           |                           |                           |                           |                           |                           |  |  |

## 影響

### 人物形象

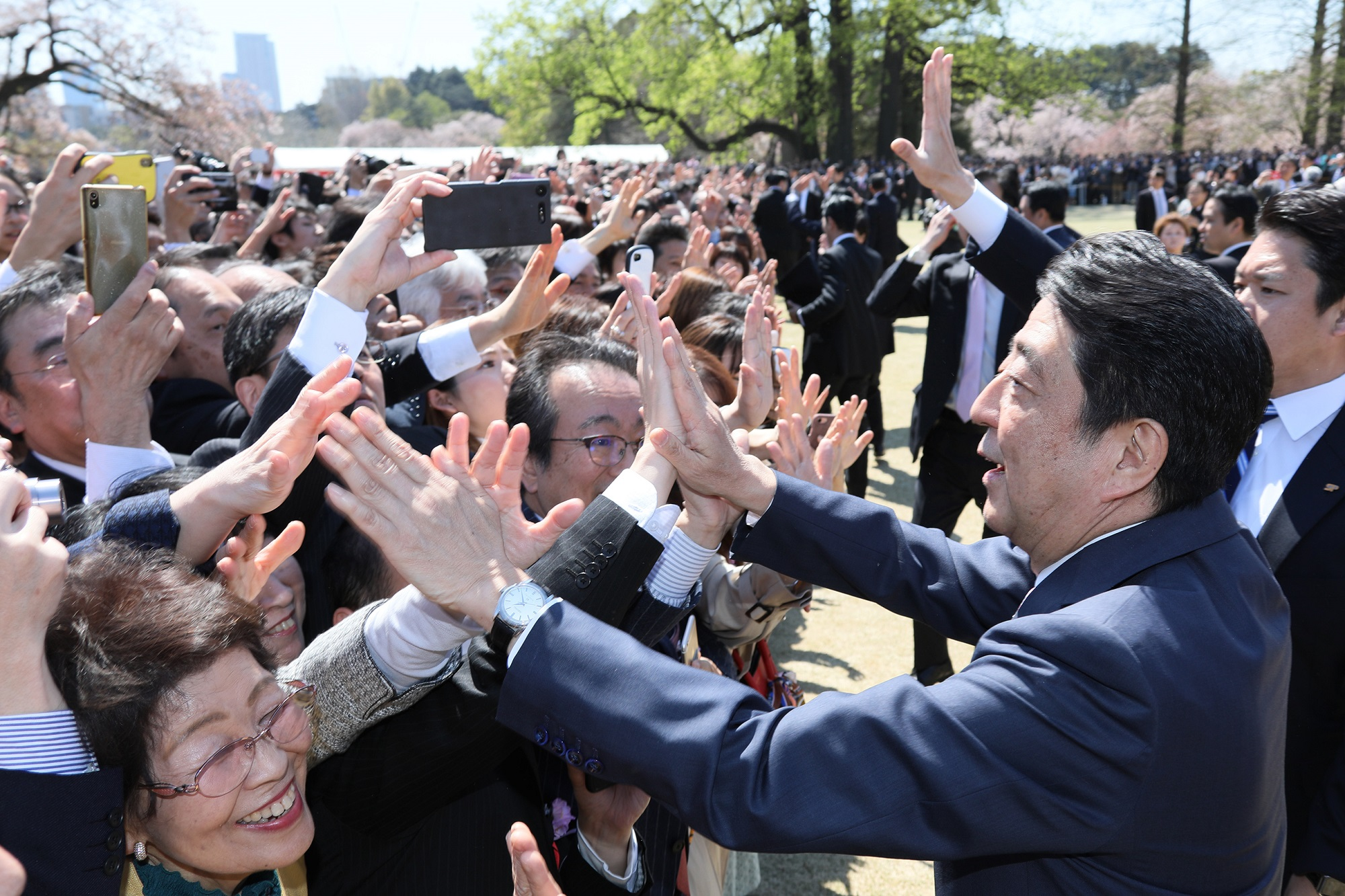
2019年4月13日，安倍晉三參加在東京新宿御苑舉辦的「賞櫻會」，但其後該活動引發風波。

日本政治長期主張保守主義，自由民主黨的執政立場中間偏右，安倍內閣亦屬於自由保守主義。安倍晉三是具保守主義色彩的右派政治家，積極推動憲法修正，曾在政策問題發表鷹派言論。他曾提出脫離「戰後政權」的概念，且因應中國軍事崛起、北韓核問題、美國保護問題，推動安倍經濟學、印太戰略、軍隊現代化等國家政策。但在國家安全政策上，他仍偏向實用主義的新現實主義觀點。不過其強硬的保守主義政治迎合部分民眾心理，受到日本鷹派、保守派和右派團體支持，甚至出現右傾趨勢；但也遭到左派、非保守派或改革派批判。
安倍晉三是自由民主黨高層的憲法改正推動者，在內政、外交等方面有著重要成績。其帶領日本從東日本震災走向經濟復甦，深化日美同盟、增強外交國防方針，並根本性改變政治界。他對日本政經結構與意識形態產生巨大衝擊，為日本帶來活力與民族自信，並改變美國思考亞太地區戰略的思想。但其致力於脫離戰後政權的憲法修正、增加國防開支，輿論和保守派對安倍主義、民族主義和政局改變感到擔憂，連帶施政、行事態度遭到批評反對。同時其積極重塑日本在世界的地緣政治角色，但國粹主義遭遇中國和南韓等鄰國反彈。
安倍晉三創下日本歷史上內閣總理大臣最長在任時間，執政黨長期掌控國會與內閣，但不少政策也遭到質疑。例如，「安倍經濟學」未實質改善日本慢性經濟衰退，甚至在年輕人發展、僱傭問題上更加惡化。同時其鮮少召開記者會，並事前篩選發問記者與問題，由幕僚部門擬妥對應回覆。但另一方面，安倍晉三也曾被視為是政治界「貴公子」代表，其外表和形象為其獲得大量知名度，並藉此吸引許多年輕女性選民。他還曾在2002年獲得日本男子時裝協會頒發的第31屆最瀟灑著裝獎，成為日本婦女雜誌和電視節目經常出現的專訪對象。
除了政府透明性、正當程序與法源記錄不佳外，在野黨數次披露安倍內閣各種金權弊案、竄改資料、銷毀公文、公權私化等醜聞，且幾乎涉及安倍晉三的裙帶關係。這些包括森友學園問題、加計學園問題、賞櫻會風波、東京高等檢察廳檢察長延後退休事件等，多位內閣成員也因不同問題辭職。但儘管安倍內閣不斷發生醜聞，安倍晉三和自由民主黨的支持率相對穩定，整體氛圍仍是「支持安倍內閣」，未影響安倍晉三在自由民主黨的穩固地位。在經歷多次國會改選後，自由民主黨也能取得大多數席次。

### 勳章榮譽

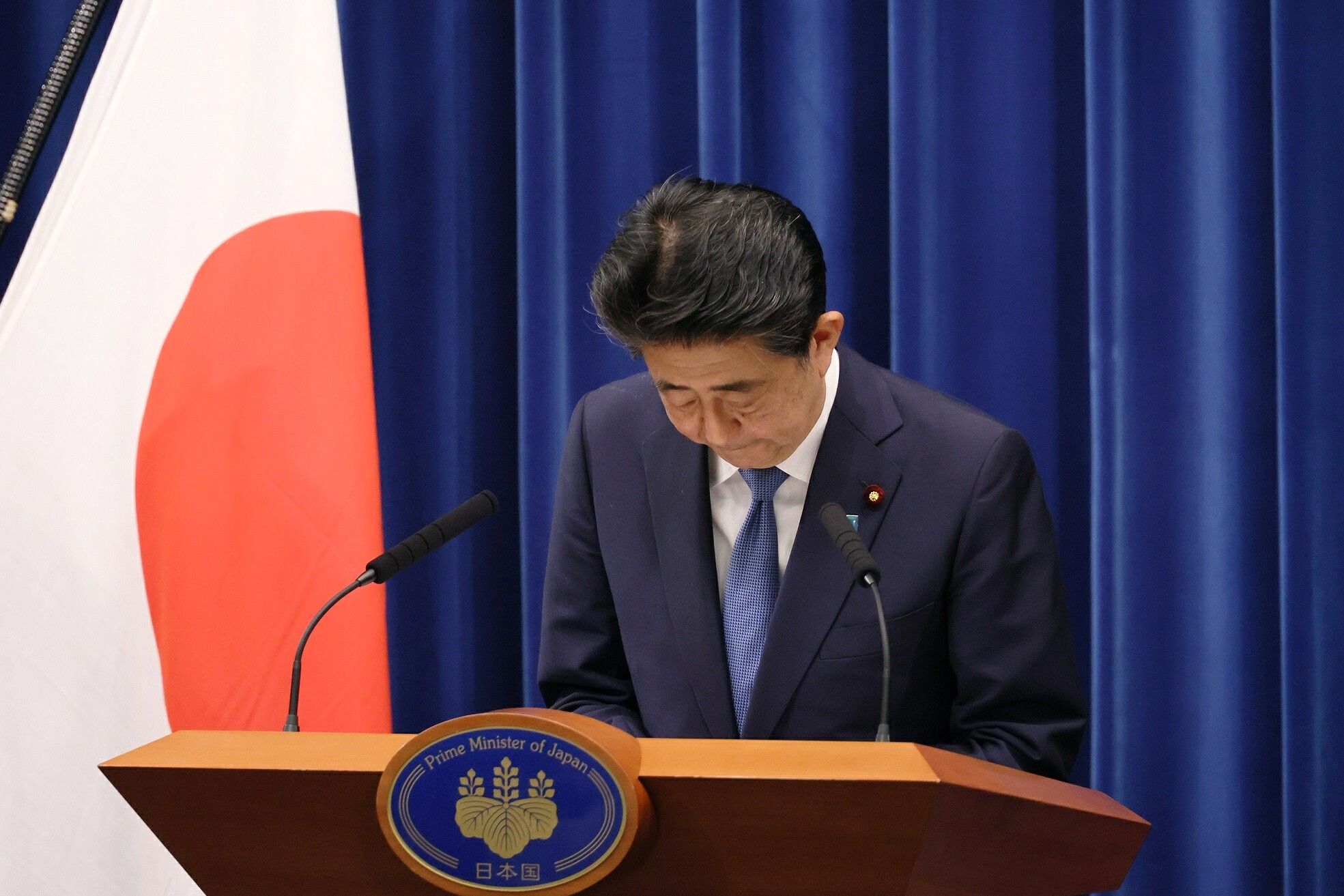
2020年8月26日，安倍晉三在內閣總理大臣官邸召開記者會，宣布出於健康理由將會辭去職務，結束其第二次執政。

安倍晉三的政治經驗相當特殊，是少數非東京大學畢業的自由民主黨籍國會議員，並在日本政治界創下諸多紀錄。他是日本憲政史上總在任時間最長、連續在任時間最長的內閣總理大臣，也是繼吉田茂之後二度擔任內閣總理大臣的政治家。他還是日本第一位「戰後出生」的內閣總理大臣，也是跨越平成與令和兩個年號的內閣總理大臣。在擔任自由民主黨總裁期間，他連續在六次國會選舉（三次眾議院選舉，三次參議院選舉）中取得壓倒性勝利。安倍晉三還是日本戰後自吉田茂以來，第二位採用國葬規格的內閣總理大臣。
在平成時代的17位內閣總理大臣中，除了安倍晉三和小泉純一郎外，平均任期大多1年多時間。2019年11月20日，安倍晉三總在任時間進入2,887天，超越三度擔任內閣總理大臣的桂太郎紀錄，是1890年《大日本帝國憲法》實施後累計在任時間最久者。2020年8月24日，安倍晉三連續在任時間達2,799天，打破佐藤榮作的紀錄。最終自2012年12月至2020年9月，安倍晉三在位期間總共2,822天，創下日本戰後政治界最長的政權紀錄；而加上第一次內閣總理大臣任期，在任時間更達到3,188天的紀錄。
| 贈勳時間 | 贈勳國家/地區/國際組織 | 勳章榮譽                      | 贈勳者                                             | 參考資料                |
| -------- | ---------------------- | ----------------------------- | -------------------------------------------------- | ----------------------- |
| 2007年   | 沙烏地阿拉伯           | 阿卜杜勒阿齊茲國王勳章        | 沙烏地阿拉伯國王阿卜杜拉·賓·阿卜杜勒-阿齊兹·阿紹德 | [ 237 ]                 |
| 2013年   | 巴林                   | 伊薩·本·薩勒曼·阿勒哈利法勳章 | 巴林國王哈邁德·本·伊薩·本·薩勒曼·阿勒哈利法        | [ 238 ]                 |
| 2014年   | 象牙海岸               | 象牙海岸功績大十字勳章        | 象牙海岸總統阿拉薩內·瓦塔拉                        | [ 239 ]                 |
| 2014年   | 荷蘭                   | 奧蘭治-拿騷騎士大十字勳章     | 荷蘭國王威廉-亞歷山大                              | [ 240 ]                 |
| 2015年   | 菲律賓                 | 西卡圖納勳章                  | 菲律賓總統貝尼格諾·艾奎諾三世                      | [ 241 ]                 |
| 2016年   | 阿根廷                 | 解放者聖馬丁大十字勳章        | 阿根廷總統毛里西奧·馬克里                          | [ 242 ] [ 243 ]         |
| 2017年   | 西班牙                 | 天主教伊莎貝爾女王大十字勳章  | 西班牙國王菲利普六世                               | [ 244 ] [ 245 ]         |
| 2018年   | 烏拉圭                 | 烏拉圭東岸共和國大軍官獎章    | 烏拉圭總統塔瓦雷·瓦茲蓋斯                          | [ 246 ] [ 247 ]         |
| 2018年   | 巴拉圭                 | 國家功績特種大十字勳章        | 巴拉圭總統馬利歐·阿布鐸·貝尼特斯                   | [ 248 ]                 |
| 2020年   | 國際奧林匹克委員會     | 奧林匹克金質勳章              | 國際奧林匹克委員會主席湯瑪斯·巴赫                  | [ 249 ] [ 250 ]         |
| 2020年   | 巴西                   | 國家南十字星大十字勳章        | 巴西總統雅伊爾·波索納洛                            | [ 251 ] [ 252 ]         |
| 2020年   | 美國                   | 功績總指揮官勳章              | 美國總統唐納·川普                                  | [ 253 ] [ 254 ]         |
| 2021年   | 印度                   | 蓮花賜勳章                    | 印度總統拉姆·納特·柯文德                           | [ 255 ] [ 256 ] [ 257 ] |
| 2022年   | 塞爾維亞               | 二等塞爾維亞共和國勳章        | 塞爾維亞總統亞歷山大·武契奇                        | [ 258 ]                 |
| 2022年   | 日本                   | 大勳位菊花章頸飾（追授）      | 內閣總理大臣岸田文雄                               | [ 259 ] [ 260 ]         |
| 2022年   | 日本                   | 大勳位菊花大綬章（追授）      | 內閣總理大臣岸田文雄                               | [ 259 ] [ 260 ]         |
| 2022年   | 澳大利亞               | 澳大利亞榮譽同伴勳章（追授）  | 澳洲總督戴維·赫爾利                                | [ 261 ]                 |
| 2023年   | 臺灣                   | 特種大綬卿雲勳章（追授）      | 臺北駐日經濟文化代表處代表謝長廷                   | [ 262 ]                 |

## 選舉紀錄
| 年度 | 選舉項目                   | 議員任期                       | 參選選區    | 所屬政黨   | 得票數  | 得票率 | 選區席次                                      | 參選年齡 | 備註       |
| ---- | -------------------------- | ------------------------------ | ----------- | ---------- | ------- | ------ | --------------------------------------------- | -------- | ---------- |
| 1993 | 第40屆日本眾議院議員總選舉 | 1993年7月19日－1996年9月27日   | 山口縣第1區 | 自由民主黨 | 97,647  | 24.2%  | 4席（同年當選者有林義郎、河村建夫和古賀敬章） | 38歲     | 選區最高票 |
| 1996 | 第41屆日本眾議院議員總選舉 | 1996年10月21日－2000年6月2日   | 山口縣第4區 | 自由民主黨 | 93,459  | 54.3%  | 1席                                           | 42歲     | 選制更改   |
| 2000 | 第42屆日本眾議院議員總選舉 | 2000年6月26日－2003年10月10日  | 山口縣第4區 | 自由民主黨 | 121,835 | 71.7%  | 1席                                           | 45歲     |            |
| 2003 | 第43屆日本眾議院議員總選舉 | 2003年11月10日－2005年8月8日   | 山口縣第4區 | 自由民主黨 | 140,347 | 79.7%  | 1席                                           | 49歲     |            |
| 2005 | 第44屆日本眾議院議員總選舉 | 2003年9月12日－2009年7月21日   | 山口縣第4區 | 自由民主黨 | 137,701 | 73.6%  | 1席                                           | 50歲     |            |
| 2009 | 第45屆日本眾議院議員總選舉 | 2009年8月31日－2012年11月16日  | 山口縣第4區 | 自由民主黨 | 121,365 | 64.3%  | 1席                                           | 54歲     |            |
| 2012 | 第46屆日本眾議院議員總選舉 | 2012年12月17日－2014年11月21日 | 山口縣第4區 | 自由民主黨 | 118,696 | 78.2%  | 1席                                           | 58歲     |            |
| 2014 | 第47屆日本眾議院議員總選舉 | 2014年12月15日－2017年9月28日  | 山口縣第4區 | 自由民主黨 | 100,829 | 76.3%  | 1席                                           | 60歲     |            |
| 2017 | 第48屆日本眾議院議員總選舉 | 2017年10月23日－2021年10月14日 | 山口縣第4區 | 自由民主黨 | 104,825 | 72.6%  | 1席                                           | 63歲     |            |
| 2021 | 第49屆日本眾議院議員總選舉 | 2017年10月30日－2022年7月8日   | 山口縣第4區 | 自由民主黨 | 80,448  | 69.72% | 1席                                           | 67歲     |            |

## 著作
- 《邁向美麗之國》2006，（台灣）前衛出版社2007
- 《迈向崭新之国》2013，
- 《日本的决意》2014，
- 《安倍晉三回憶錄》，（台湾）八旗文化/左岸文化事業有限公司2024

## 外部連結
- （日語） 官方网站
- （日語） 安倍晋三的Facebook專頁
- （日語） 安倍晋三的X（前Twitter）
- （日語） 安倍晋三的Instagram帳戶
- （日語） YouTube上的安倍晋三頻道

| 政府职务                      | 政府职务                                                      | 政府职务                        |
| ----------------------------- | ------------------------------------------------------------- | ------------------------------- |
| 前任： 小泉純一郎             | 第90任內閣總理大臣 2006年9月26日－2007年9月26日               | 繼任： 福田康夫                 |
| 前任： 野田佳彥               | 第96任－第98任內閣總理大臣 2012年12月26日－2020年9月16日      | 繼任： 菅義偉                   |
| 前任： 細田博之               | 第72任內閣官房長官 2005年10月31日－2006年9月26日              | 繼任： 鹽崎恭久                 |
| 前任： 額賀福志郎             | 內閣官房副長官（政務擔當·眾議院） 2000年7月4日－2003年9月22日 | 繼任： 細田博之                 |
| 政党职务                      |                                                               |                                 |
| 前任： 細田博之               | 第10任清和政策研究會會長 2021年11月11日－2022年7月8日         | 繼任： 空缺                     |
| 前任： 小泉純一郎             | 第21任自由民主黨總裁 2006年9月20日－2007年9月23日             | 繼任： 福田康夫                 |
| 前任： 谷垣禎一               | 第25任自由民主黨總裁 2012年9月26日－2020年9月14日             | 繼任： 菅義偉                   |
| 前任： 山崎拓                 | 第41任自由民主黨幹事長 2003年9月22日－2004年9月24日           | 繼任： 武部勤                   |
| 前任： 古屋圭司               | 第31任自由民主黨青年局局長 1996年11月－1997年9月              | 繼任： 岸田文雄                 |
| 外交職務                      |                                                               |                                 |
| 前任： 安格拉·梅克爾 （德國） | 七大工業國組織會議主辦國首腦 2016年5月26日－5月27日           | 繼任： 保羅·簡提洛尼 （義大利） |
| 其他職務                      |                                                               |                                 |
| 前任： 中川昭一 （德國）      | 第二任創生「日本」會長 2009年11月16日－2022年7月8日           | 繼任： 空缺                     |